# مسئله شر
مسئله شر پرسش چگونگی وفق‌دادن وجود شر و رنج با خدایی قادر مطلق، خیرخواه مطلق و دانای مطلق است. آن‌طور که اولین نطق شناخته‌شده از آن توسط فیلسوف یونانی اپیکور می‌گوید: «آیا خدا خواهان جلوگیری از شر است، اما قادر نیست؟ پس او قادر مطلق نیست. آیا قادر است، ولی خواهان نیست؟ پس او بدخواه است. آیا هم قادر است و هم خواهان است؟ پس از کجا شر می‌آید؟ آیا نه قادر است و نه خواهان؟ پس چرا او را خدا می‌گوییم؟» که این را دیوید هیوم به وی نسبت داده و معروف کرده است. برهان شر ادعا می‌کند که چون شر وجود دارد، یا خدا وجود ندارد، یا خدا همه آن سه ویژگی گفته‌شده را ندارد. برعکس این برهان تحت عنوان تئودیسه انجام شده است. در کنار فلسفه دین، مسئله شر همچنین درحوزه‌های الهیات و فلسفه اخلاق نیز حائز اهمیت است.
مسئله شر اغلب به دو شکل فرمول‌بندی می‌شود: مسئله منطقی شر و مسئله قرینه‌ای شر. شکل منطقی برهان سعی می‌کند تا عدم امکان منطقی وجود خدا و شر با هم را نشان دهد، درحالی‌که شکل قرینه‌ای سعی می‌کند تا نشان دهد که با توجه به شر موجود در جهان، غیرمحتمل است که خدایی قادر مطلق، دانای مطلق و تماماً خوب وجود داشته‌باشد. مسئله شر به اشکال غیربشری حیات نیز بسط داده شده است، تا شامل زجر حیوانات از شرور طبیعی و ستم بشری علیه آنان نیز بشود.
در همین حال، پاسخ‌ها به نسخه‌های گوناگون از مسئله شر، در سه شکل می‌آیند: ردیات، دفاعیات، و تئودیسه‌ها. گستره وسیعی از پاسخ‌ها علیه این براهین ارائه شده‌اند. همچنین در دیگر شاخه‌های فلسفه، همچون اخلاقیات سکولار، و اخلاقیات فرگشتی، مباحثات بسیاری در باب شر و مسائل پیوسته با آن وجود دارد. اما آن‌طور که معمولاً مفهوم شده است، «مسئله شر» در زمینه‌ای الهیاتی اقامه می‌شود.
مسئله شر به حدت به ادیان توحیدی همچون یهودیت، مسیحیت و اسلام، که به خدایی توحیدی که قادر مطلق، دانای مطلق، و خیرخواه مطلق است باور دارند، اعمال می‌شود؛ اما این سؤال که «چرا شر وجود دارد؟» همچنین در ادیانی غیرخداباورانه و چندخدایی نیز، همچون آیین بودایی، هندوئیسم، و آیین جین مورد مطالعه قرار گرفته است.
مسئله شر یکی از جدّی‌ترین و خطیرترین ایرادهایی به‌شمار می‌رود که در خصوص اعتقاد به وجود خدای خداباوران صورت بسته است. نیک تراکاکیس آن را بی‌شک یکی از بزرگ‌ترین موانع سر راهی می‌داند که افراد خواهان تقید به اعتقاد به خدا با آن مواجه می‌شوند، و به گفته او بنابراین تعجبی ندارد که یکی از برجسته‌ترین فلاسفه خداباور معاصر، الوین پلانتینگا، می‌نویسد «از تمام براهین خداناباورانه، فقط برهان شر است که سزاوار است واقعاً جدی گرفته شود.»
به نظر جی.ال. مکی، از قائلان به برهان که کتاب شر و قدرت مطلق را در همین رابطه تألیف نمود، مسئله شر نه تنها نمایان‌گر غیرعقلانی‌بودن باورهای دینی است، بلکه ناسازگاری اجزای آن‌ها را نیز هویدا می‌سازد.

## فرمول‌بندی و براهین تفصیلی
مسئله شر به چالش وفق‌دادن باور به خدایی دانای مطلق، قادر مطلق، و خیرخواه مطلق، با وجود شر و زجر در جهان ارجاع دارد. مسئله ممکن است به‌صورت تجربی یا به‌صورت نظری مطرح شود. مسئله تجربی، بغرنجی در باور به مفهومی از خدایی عشق‌ورز یا مهربان هنگام مواجه شدن با رنج یا شر در جهان حقیقی است، همچون شر از اپیدمی‌ها، جنگ‌ها، قتل، تجاوز جنسی، یا حملات رعب‌انگیز یا تروریستی، که در آن‌ها مردم بی‌گناه، کودکان، زنان، مردان، یا عزیزی تبدیل به قربانی می‌شوند. مسئله شر مسئله‌ای همچنین نظری نیز هست، که معمولاً توسط محققان دین در دو رقم مورد شرح و مطالعه قرار می‌گیرد: مسئله منطقی و مسئله قرینه‌ای.
در یک تقسیم‌بندی متداول، شر را از جهت مصداق به دو دسته تقسیم می‌کنند: شر اخلاقی و شر طبیعی. شر اخلاقی، شری است که مستقیماً در نتیجه عمل ناپسند انسانی به‌وجود می‌آید؛ مانند قتل، دزدی، غارت و تجاوز. همچنین زلزله، آتشفشان، سیل، طوفان و امراض لاعلاج نیز نمونه‌هایی از شرور طبیعی هستند.

#### انواع شر
به‌طور کلی، واقعیت شر، در چهار نوع، تقسیم‌شدنی است:
۱. شر طبیعی: شر حاصل از پدیده‌های فیزیکی جهان و بیرون از طبیعت انسان که نتیجه «اَعمال طبیعت» (Operations of Nature) یا «خطای طبیعت» (Nature gone awry) است. این شر طبیعی بر حیات انسان و محیط‌زیست (طبیعت بی‌جان، حیوانات و گیاهان) تأثیر می‌گذارد. شر طبیعی نسبت به انسان به دو حالت قابل‌تصور است: ۱. دست اول و با تولد؛ ۲. دست دوم و پس از تولد.
۲. شر اخلاقی: شری که با کنش‌های انسانی و رفتار غیرانسانی انسان در برابر انسان، حیوانات، طبیعت و خدا پدید می‌آید.
۳. شر روحی و عاطفی: این شر به جهان شخصی و درونی و عمیق فرد و رابطه او با خودش مربوط است که وقتی با درد و رنج‌های درونی و عاطفی مواجه می‌شود (مانند احساس پوچی و فقدان معنای زندگی) دچار اضطراب، ناامیدی و دیگر ناخوشی‌های روحی و عاطفی می‌گردد.
۴. شر مابعدالطبیعی (اگزیستانسیالیستی): این شر به بعد وجودی انسان و نگاه او به هستی و درک رابطه خودش با آن بر می‌گردد که وقتی از متناهی و ممکن‌الوجودی بودن خویش آگاه می‌شود و می‌فهمد هر لحظه وجودش در تهدید است و باید بمیرد اما این جهان نامتناهی و ازلی و ابدی و بی‌پایان است، به عهده گرفتن مسئولیت زندگی و سرنوشت برایش سخت و مشکل می‌شود و جرئت زیستن را از دست می‌دهد و رنج می‌کشد.

### مسئله منطقی شر
برهان منطقی شر، که با فیلسوف یونانی، اپیکور، سرچشمه می‌گیرد به این صورت است:
1. اگر خدایی قادر مطلق، خیرخواه مطلق و دانای مطلق وجود داشته باشد، آن‌گاه شر وجود ندارد.
2. در دنیا شر وجود دارد.
3. در نتیجه، خدایی قادر مطلق، خیرخواه مطلق و دانای مطلق وجود ندارد.

این برهان به شکل نفی تالی می‌باشد، و به لحاظ منطقی معتبر است: اگر مقدماتش صحیح باشند، نتیجه به‌ضرورت حاصل می‌شود. برای نشان‌دادن شدنی‌بودن مقدمه اول، نسخه‌های متعاقبی به بسط روی آن می‌انجامند، همچون این نمونه امروزی:
1. خدا وجود دارد.
2. خدا قادر مطلق، خیرخواه مطلق و دانای مطلق است.
3. موجودی قادر مطلق قدرت آن را دارد که از به وجود آمدن آن شر جلوگیری کند.
4. موجودی خیرخواه مطلق می‌خواهد که از همه شرور جلوگیری کند.
5. موجودی دانای مطلق همه راه‌هایی را که در آن‌ها شرها می‌توانند به‌وجود آیند، و همه راه‌هایی که می‌توان از آن شرها جلوگیری کرد را می‌داند.
6. موجودی که همه راه‌هایی را که در آن‌ها شرها می‌توانند به وجود آیند می‌داند، کسی که قادر است تا از به‌وجود آمدن آن شر جلوگیری کند، و کسی که می‌خواهد که این کار را کند، از وجود آن شر جلوگیری می‌کند.
7. اگر خدایی قادر مطلق، خیرخواه مطلق و دانای مطلق وجود داشته‌باشد، آن‌گاه هیچ شری وجود ندارد.
8. شر وجود دارد (تناقض منطقی).

هر دوی این براهین این‌طور درک می‌شوند که دارند دو شکل از مسئله «منطقی» شر را ارائه می‌کنند. آن‌ها سعی دارند تا نشان دهند که گزاره‌های مفروض به تناقض منطقی منجر می‌شوند و بنابراین نمی‌توانند همه‌شان درست باشند. بیش‌تر مناظره فلسفی بر گزاره‌هایی تمرکز کرده که اظهار می‌کنند که، خدا نمی‌تواند با همه شرور وجود داشته‌باشد، یا که می‌خواهد از آن‌ها جلوگیری کند (گزاره‌های ۴ و ۶)، که مدافعان خداباوری (برای مثال، لایبنتز) استدلال می‌کنند که خدا خیلی به‌جا می‌تواند با شر وجود داشته باشد و شر را اجازه دهد برای نائل شدن به خیری بالاتر.
اگر خدا هر کدام از این کیفیات «دانایی مطلق، قدرت مطلق، یا خیرخواهی مطلق» را کم داشته باشد آن‌گاه مسئله منطقی شر می‌تواند برطرف شود. الهیات فرایند و خداباوری باز مواضع دیگری هستند که قدرت مطلق یا علم مطلق خدا را (آن‌طور که در الهیات سنتی تعریف شده‌اند) محدود می‌کنند. دیستئیسم این اعتقاد است که خدا تماماً خوب نیست.

#### مسئله منطقی شِلِنبِرگ
جی. ال. شلنبرگ در نوشتار خود تحت عنوان یک مسئله منطقی جدید از شر با در نظر گرفتن سه گزاره دربارهٔ خدا به‌عنوان گزاره‌هایی که خداباوران سنتی باید به‌عنوان حقایق ضروری در نظرشان داشته باشند و همچنین گزاره چهارم دربارهٔ شر، یعنی
1. عُلُو پیشی‌ناگرفتنی، به این معنی که خداوند عالی‌ترین موجود ممکن است،
2. استقلال وجودشناختی، به این معنی که هیچ دنیای خلق‌شده‌ای توسط خداوند (یا هر بخشی از آن) جزئی از خداوند نیست، و
3. خلوص اولی، به این معنی که پیش از خلقت (چه «پیش از» به لحاظ منطقی برداشت شود یا به لحاظ گذرایی یا زمان‌مندی) در خدا هیچ شری از هیچ نوع نیست.
4. شر: در دنیا شر وجود دارد.

دو برهان منطقی را با دو رویکرد متفاوت ارائه می‌کند؛ مورد اول برهانی است با رویکرد مدل‌سازی:
1. هر خیر غیرالهی ممکن از آن به‌حد زیاد توسط خیری از همان نوع که در خدا پیش از خلقت هست پیشی گرفته شده است. [مورد دوم بر اولی برتری دارد و از آن فراتر است.]
2. هر خیری در یک دنیا از آن به‌حد زیاد توسط خیری از همان نوع که در خدا پیش از خلقت هست پیشی گرفته شده است. (نتیجه از استقلال وجود شناختی و ۱)
3. تمام خیریت‌های یافت‌شده در خدا پیش از خلق خیریت خالص هستند: خیریت-بی-شر. (نتیجه از خلوص اولی)
4. هر خیری در یک دنیا از آن به‌حد زیاد توسط خیری خالص از همان نوع که در خدا پیش از خلقت موجود بوده است پیشی گرفته شده است. (نتیجه از ۲ و ۳)
5. هر خیر دنیوی‌ای که شر را روا می‌دارد یا لازمش دارد از آن به‌حد زیاد توسط خیری خالص از همان نوع که در خدا پیش از خلقت وجود دارد پیشی گرفته شده است. (نتیجه از ۴)
6. اگر هر خیر دنیوی‌ای که شر را روا می‌دارد یا لازمش دارد از آن به‌حد زیاد توسط خیری خالص از همان نوع، که پیش از خلقت در خدا وجود دارد، پیشی گرفته شده است، پس هر دنیای همراه با خیرهایی که شر را اجازه می‌دهند یا نیازش دارند از آن به‌حد زیاد توسط دنیایی که خیرهای خالص متناظرِ در خدا را مدل می‌کنند پیشی گرفته شده است. (نتیجه از ۵)
7. هر دنیای همراه با خیرهایی که شر را اجازه می‌دهند یا لازمش دارند از آن به‌حد زیاد توسط دنیایی که خیرهای خالص متناظرِ در خدا را مدل می‌کنند (آخری را «دنیای عالی‌تر» بخوانید) پیشی گرفته شده است. (نتیجه از ۵ و ۶)
8. خدا می‌تواند از وجود دنیاهای عالی‌تر اطمینان حاصل سازد، و می‌تواند بی‌حدوحصر این‌طور کند.
9. اگر هر دنیایی با خیرهایی که شر را اجازه می‌دهند یا لازمش دارند از آن به‌حد زیاد توسط دنیایی با خیرهای خالص متناظر در خدا پیشی گرفته شده است و وجود دنیاهای عالی‌تر می‌تواند بی‌حدوحصر توسط خدا از وجودشان اطمینان حاصل گردد آن گاه به ازای هر دنیای Xای که شر را اجازه می‌دهد یا لازمش دارد، دنیای Yای هست که خیر خالص در خدا را مدل می‌کند به‌طوری‌که خدا هیچ دلیل خوبی برای آفرینش X به جای Y نداشته باشد. (نتیجه از ۷ و ۸)
10. به ازای هر دنیای Xای که شر را اجازه می‌دهند یا لازمش دارد دنیای Yای هست که خیر خالص در خدا را مدل می‌کند به‌طوری که خدا هیچ دلیل خوبی برای آفرینش X به جای Y ندارد. (نتیجه از ۷، ۸ و ۹)
11. اگر به ازای هر دنیای Xای که شر را روا می‌دارد یا لازمش دارد دنیای Yای هست که خیر خالص در خدا را مدل می‌کند به‌طوری که خدا هیچ دلیل خوبی برای آفرینش X به جای Y ندارد، آن گاه خدا هیچ دلیل خوبی برای اجازه دادن شر در دنیا ندارد.
12. خدا هیچ دلیل خوبی برای اجازه دادن شر در دنیا ندارد. (نتیجه از ۱۰ و ۱۱)
13. اگر شر در دنیا هست، پس خدا دلیل خوبی برای اجازه دادن آن دارد.
14. هیچ شری در دنیا وجود ندارد. (نتیجه از ۱۲ و ۱۳)
15. در دنیا شر وجود دارد و در دنیا شر وجود ندارد. (نتیجه از شر و ۱۴)

مورد دوم برهانی است کوتاه‌تر با رویکرد غرض‌ها (یا انگیزه‌ها):
1. غرض خداوند در آفرینش دنیا این غرض است که موجودات محدود را در خیر سهیم کند (و/یا غرض‌های نسبتاً مشابه).
2. خیر پیشی‌ناگرفتنی، که خداوند پیش از خلقت تجربه می‌کند –تنها خیری که خدا ممکن است در خلقت خواستار سهیم کردن باشد– خیر-بی-شر است.
3. انگیزه خداوند در آفرینش دنیا این انگیزه است موجودات محدود را در خیر-بی-شر سهیم کند. (نتیجه از ۱ و ۲)
4. اگر انگیزه خداوند در آفرینش دنیا این انگیزه است که موجودات محدود را در خیر-بی-شر سهیم کند، آن‌گاه هیچ شری در دنیا وجود ندارد.
5. هیچ شری در دنیا وجود ندارد. (نتیجه از ۳ و ۴)
6. در دنیا شر وجود دارد و در دنیا هیچ شری وجود ندارد. (نتیجه از ۵ و شر)

شِلِنبِرگ با ارائه این براهین در صدد این است تا نشان دهد که میان جمیع این گزاره‌های خداباورانه که پیش‌تر ذکر شد، یعنی عُلُو پیشی‌ناپذیر، استقلال وجودشناختی، خلوص اولی، و همچنین وجود شر، ناسازگاری منطقی وجود دارد.

### مسئله قرینه‌ای شر

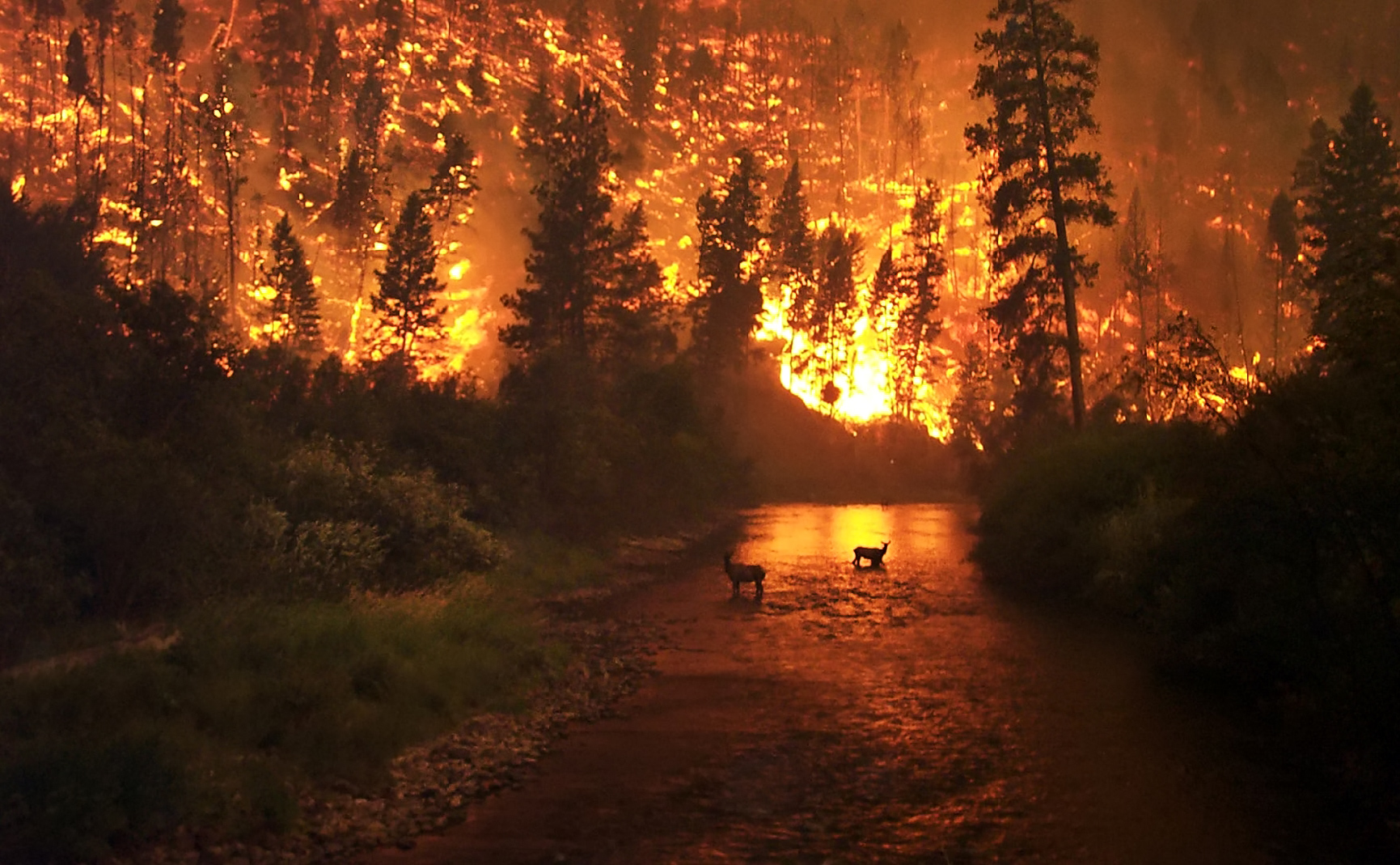
مثال ویلیام ال. رو از شر طبیعی: «در یک جنگلی دورافتاده رعد و برق درختی مرده را مورد اصابت قرار می‌دهد، که منجر به حریقی جنگلی می‌شود. در آتش بچه‌آهویی به دام افتاده است، به طرز وحشتناکی سوخته است، و برای چندین روز در عذابی طاقت‌فرسا افتاده است.» رو، همچنین به مثالی از شر انسانی استناد می‌کند که در آن کودکی معصوم قربانی‌ای از خشونت است و بدین طریق زجر می‌کشد. مثال شر انسانی، پرونده سو است. این رویدادی واقعی است که در آن دختر پنج‌ساله‌ای در اوایل روز سال نو در ۱۹۸۶ میلادی در فلینت، میشیگان، به‌طور شدیدی کتک می‌خورد، مورد تجاوز جنسی قرار می‌گیرد و سپس تا حد مرگ خفه کرده می‌شود. این پرونده توسط بروس راسل معرفی شده است، کسی که روایتش از آن به شکل روبه‌رو است: «مادر دختر با دوست‌پسر خود، مردی دیگر که بی‌کار بود، دو کودک خود، و نوزادی ۹ ماهه که توسط دوست‌پسر پدری شده بود [یا پس انداخته شده بود] زندگی می‌کرد. در شب سال نو هر سه بزرگ‌سال در نزدیکی خانه زن در میخانه‌ای مشروب می‌خوردند. دوست‌پسر مواد زده بوده است و به سنگینی مشروب می‌خورد. از او خواسته شد تا در ۸ بعد از ظهر می‌خانه را ترک کند. بعد از چندین حضور دوباره بالاخره در نزدیکی ۹:۳۰ بعد از ظهر کلاً کنار کشید. زن و آن مرد بی‌کار تا ۲ بامداد در میخانه ماندند که در آن زمان زن به خانه رفت و مرد به پارتی‌ای در خانه همسایه‌ای رفت. هنگامی که زن به درون خانه قدم می‌گذاشت، شاید از روی حسادت، دوست‌پسر به زن حمله کرد. برادر آن زن آن‌جا بود و دعوا را با زدن دوست‌پسر که هنگامی که برادر رفت بی‌هوش شد و روی میزی افتاد فیصله داد. بعداً دوست‌پسر دوباره به زن حمله کرد، و این دفعه آن زن به او ضربه بی‌هوشی زد. پس از چک‌کردن بچه‌ها، آن زن به تخت رفت. بعداً دختر پنج ساله زن رفت طبقه پایین، تا برود حمام. مرد بی‌کار در ۳:۴۵ بامداد از پارتی برگشت و ۵ ساله را مرده یافت. آن دختر توسط دوست‌پسر مورد تجاوز جنسی قرار گرفته بود، به‌طور شدیدی بر عمده بدنش کتک خورده بود و تا حد مرگ خفه کرده شده بود.»

مسئله قرینه‌ای شر (که همچنین تحت عنوان نسخه احتمالاتی یا استقرائی مسئله نیز به آن اشاره می‌شود) به‌دنبال این است تا نشان دهد که وجود شر، اگرچه منطقاً با وجود خدا سازگار باشد، احتمال صحت خداباوری را پایین می‌آورد یا بر ضد آن به‌شمار می‌آید. به‌عنوان نمونه، منتقدی از اندیشه «یک روح غیربشری نیرومند» پلانتیگا، که این روح سبب شرور طبیعی می‌شود، ممکن است بپذیرد که وجود چنین موجودی منطقاً غیرممکن نیست اما استدلال کند که این به‌دلیل فقدان شواهد علمی برای وجود آن بسیار بعید است و بنابراین توضیح غیرقانع‌کننده‌ای برای حضور شرور طبیعی است. هر دو نسخه‌های هم مطلق و هم نسبی مسئله قرینه‌ای شر در زیر ارائه شده‌اند.

#### تقریر ویلیام رو
1. نمونه‌هایی از زجر شدید وجود دارند که موجودی قادر مطلق، دانای مطلق، می‌توانست جلویشان را بگیرد بدون این که بدین‌گونه خیری بالاتر از دست برود یا شری برابر با بد یا بدتر روا شود.
2. موجود دانای مطلق و تماماً خوب، از وقوع هر زجر شدیدی که می‌توانست جلوگیری می‌کرد، مگر این‌که بدون این‌که بدین‌گونه خیری بالاتر از دست برود یا شری برابر با بد یا بدتر روا شود، نتواند این‌طور کند.
3. (در نتیجه) موجودی قادر مطلق، دانای مطلق، تماماً خوب وجود ندارد.[۲]

به گفته ویلیام رو «در پرتوی تجربه و دانش ما از تنوع و مقیاس رنج انسانی و حیوانی در دنیایمان، این اندیشه که هیچ‌یک از این رنج نمی‌توانست توسط موجودی قادر مطلق بدون آن‌که خیری بزرگ‌تر از دست رود یا شری حداقل همان‌قدر بد وارد آید جلویش گرفته شود، به‌طرزی خارق‌العاده، اندیشه‌ای پوچ، و کاملاً ماورای باورمان می‌نماید.»

##### تقریر پاول دریپر
1. شرور بی‌جا وجود دارند.
2. فرضیه بی‌تفاوتی، یعنی که اگر موجوداتی فراطبیعی وجود دارند آنان نسبت به زجر بی‌جا بی‌تفاوتند، تبیینی بهتر برای (۱) است تا خداباوری.
3. بنابراین، شواهد این را ارجحیت می‌دهند که هیچ خدایی، آن‌طور که به‌طور عام توسط خداباوران مفهوم شده است، وجود ندارد.[۳۲]

### مسئله شر و زجر حیوانی
مسئله شر همچنین به ورای زجر انسان بسط داده شده است، تا شامل زجر حیوانات از ستم، مرض و شر نیز بشود. نسخه‌ای از این مسئله شامل زجر حیوانی از شر طبیعی می‌شود، همچون خشونت و ترسی که حیوانات از جانب شکارچی با آن مواجه می‌شوند، و بلایای طبیعی در طول تاریخ فرگشت. این همچنین پس از این که چارلز داروین به‌صورتی که در روبه‌رو می‌آید بیانش کرد، تحت عنوان مسئله داروینی شر مورد ارجاع قرار می‌گیرد:
«زجر میلیون‌ها حیوان مادون در طول تقریباً زمانی بی‌پایان»، ظاهراً با وجود خالقی با خوبی «بی‌کران» وفق‌ناپذیر است. — چارلز داروین، ۱۸۵۶ میلادی
نسخه دوم مسئله شر که به حیوانات، و زجر اجتناب‌ناپذیر تجربه‌شده توسط آن‌ها اعمال شده است، موردی است که توسط برخی از افراد بشر سبب شده است، همچون شر ناشی از آزار حیوانات یا هنگامی که آنان گلوله می‌خورند یا سلاخی می‌شوند. این نسخه از مسئله شر توسط محققانی از جمله جان هیک، برای تقابل با پاسخ‌ها و دفاعیاتی به مسئله شر همچون این که زجر اسبابی است برای تکمیل اخلاقیات و خیر بالاتر، استفاده شده است، چون حیوانات بی‌گناهند، بی‌چاره‌اند، ناوابسته به اخلاقیات هستند (به‌معنای نه اخلاقی و نه غیراخلاقی) اما قربانیانی دارای آگاهی حسی‌اند. محقق مایکل آلمدیا گفته است که این «شاید جدی و سخت‌ترین» نسخه از مسئله شر باشد، و می‌گوید مسئله شر در زمینه زجر حیوانی می‌تواند به این صورت بیان شود:
1. خدا قادر مطلق، دانای مطلق و تماماً خوب است.
2. شرِ زجر فراوان حیوانات وجود دارد.
3. ضرورتاً، خدا می‌تواند جهانی به لحاظ تکاملی بی‌عیب را فعلیت بخشد.
4. ضرورتاً، خدا می‌تواند جهانی به‌لحاظ تکاملی بی‌عیب را فعلیت بخشد، فقط اگر خدا جهانی به لحاظ تکاملی بی‌عیب را فعلیت بخشد.
5. ضرورتاً، خدا جهانی به‌لحاظ تکاملی بی‌عیب را فعلیت بخشیده است.
6. اگر #۱ صحیح است آن گاه یا #۲ صحیح است یا #۵ صحیح است، ولی نه هر دو. این یک تناقض است، پس #۱ صحیح نیست.

## پاسخ‌ها، دفاعیات و تئودیسه‌ها
پاسخ‌ها به مسئله شر گاهی اوقات به‌صورت دفاعیات و تئودیسه‌ها دسته‌بندی شده‌اند؛ با این وجود، مؤلفان بر سر تعاریف دقیق مخالفت دارند. به‌طور کلی، یک دفاعیه علیه مسئله شر می‌تواند به تلاشی برای خنثی‌سازی مسئله منطقی شر به‌واسطه نشان دادن این‌که هیچ ناسازگاری منطقی‌ای میان وجود شر و وجود خدا نیست، اشاره داشته باشد. این وظیفه نیازمند شناسایی تبیینی شدنی از شر نیست، و اگر تبیین ارائه‌شده نشان دهد که وجود خدا و وجود شر منطقاً سازگارند، موفق است. حتی نیازی نیست صحیح باشد، تبیینی کذب لکن منسجم برای نشان دادن سازگاری منطقی کفایت می‌کند.
از دیگر سو، یک تئودیسه جاه‌طلبانه‌تر است، از آن‌جا که تلاش می‌کند تا توجیهی شدنی را—دلیلی کافی به لحاظ اخلاقی یا فلسفی— برای وجود شر ارائه کند و بدین‌ترتیب برهان «قرینه‌ای» شر را با پاسخ متقابل رد کند. ریچارد سوینبرن بر این نظر است که معنی نمی‌دهد که فرض بگیریم خیرهای اعلی‌تری وجود دارند که حضور شر در دنیا را توجیه می‌کنند مگر این که بدانیم آن‌ها چیستند—بدون شناخت از این که خیرهای بالاتر چه می‌توانستند باشند، آدمی نمی‌تواند تئودیسه موفقی داشته باشد. بنابراین، برخی مؤلفان استدلال‌هایی را که به دیوها یا هبوط بشر توسل می‌کنند، با در نظر گرفتن دانش یا شناختمان نسبت به دنیا، البته که منطقاً ممکن، لکن نه چندان موجه‌نما می‌دانند، و پس آن استدلال‌ها را به‌عنوان ارائه دفاعیات، اما نه تئودیسه‌های خوب می‌بینند.
استدلال بالا در برابر نسخه‌های فرمول‌بندی‌شده متعددی از مسئله شر قرار داده شده است. این نسخه‌ها شامل فرمول‌بندی‌های فلسفی و الهیاتی گشته‌اند.

### خداباوری شک‌گرایانه
خداباوری شک‌گرایانه با اظهار این ادعا از مسئله شر دفاع می‌کند که، خدا به‌منظور این که از شری بالاتر جلوگیری کند یا پاسخی را تشویق کند که منجر به خیری بالاتر می‌شود، شری را اجازه می‌دهد تا رخ دهد. بنابراین موردی از تجاوز یا قتل کودکی معصوم به این صورت دفاع می‌شود که، آن دارای هدف یا مقصودی از طرف خداوند است که یک فرد بشر ممکن است درکش نکند، اما چیزی است که ممکن است به شر کم‌تر یا خیر بالاتر بینجامد. به این می‌گویند خداباوری شک‌گرایانه چرا که استدلال، یا با سعی در جهت عقلانی‌سازی انگیزه‌های ممکن پنهانی خداوند، یا با سعی در جهت تبیین آن به‌عنوان محدودیتی از توانایی انسان برای شناخت، در صدد ترغیب خود-شک‌گرایی است. دفاعیه خیر بالاتر در اغلب موارد در مطالعات دینی در پاسخ به نسخه قرینه‌ای مسئله شر مورد استدلال قرار می‌گیرد. درحالی‌که دفاعیه اختیار معمولاً در زمینه نسخه منطقی مورد بحث قرار می‌گیرد. بیش‌تر محققان، دفاعیه خداباوری شک‌گرایانه را به‌عنوان «ارزش‌کاهی‌کردن زجر» و مورد ملاحظه قرار ندادن این گزاره که خدا خیرخواه تمام است و باید قادر باشد تا تمام زجر و شر را متوقف کند، به‌جای این‌که عملی بالانس‌کننده انجام دهد، مورد انتقاد قرار می‌دهند.

#### پاسخ‌های «خیر بالاتر»
پارادوکس‌های قدرت مطلق در آن‌جا که شر در محضر خدایی قدرتمند تمام ادامه دارد، طبیعت قدرت مطلق خداوند را به سؤال می‌کشند. این سؤال دیگر نیز هست که یک مداخله، چطور مفهوم اختیار را خنثی و مقهور می‌کند، یا به عبارت دیگر منجر به سیستمی خودکامه می‌گردد که باعث ایجاد فقدانی از آزادی می‌شود. برخی راه حل‌ها این را پیشنهاد می‌کنند که قدرت مطلق نیازمند توانایی بر فعلیت بخشیدن منطقاً غیرممکن نیست. پاسخ‌های «خیر بالاتر» مواردی از توسل به آپولوجتیکس اختیار هستند. الهی‌دانان استدلال می‌کند که از آن‌جا که هیچ‌کس نمی‌تواند به‌طور کامل نقشه نهایی خداوند را بفهمد، هیچ‌کس نمی‌تواند فرض بگیرد که اقدامات شرورانه، هدف یک‌جورهایی والاتری ندارند. درنتیجه، می‌گویند که طبیعت شر نقشی ضروری در نقشه خداوند برای دنیایی بهتر بازی می‌کند.

#### اختیار
مسئله شر گاهی وقت‌ها به‌عنوان عاقبتی از اختیار، قابلیتی اعطاشده توسط خداوند، توضیح داده می‌شود. اختیار هم منبع خیر و هم منبع شر است، و به این صورت که افراد چه موقع به‌طور غیراخلاقی رفتار می‌کنند، همراه با اختیار پتانسیل سوءاستفاده نیز می‌آید. بوید اظهار می‌کند، مردم دارای اختیار، «تصمیم می‌گیرند تا موجب رنج شوند و به راه‌های شرورانه دیگر اقدام می‌کنند»؛ و این آن‌ها هستند که این تصمیم را می‌گیرند، نه خدا. علاوه بر این، استدلال اختیار تصریح می‌کند که برای خداوند منطقا ناسازگار است که با اجبار و کاستن اختیار از شر جلوگیری کند، چون که آن دیگر اختیار نخواهد بود.
منتقدان پاسخ اختیار، این را که آیا این، درجه شری که در این دنیا دیده می‌شود را به‌حساب می‌آورد—توجیه می‌کند— یا خیر زیر سؤال برده‌اند. یک نکته در این باره این است که درحالی‌که ارزش اختیار می‌تواند برای جبران یا موازنه شرور جزئی کافی پنداشته شود، این‌که به خصوصیات منفی شروری همچون تجاوز و قتل می‌چربد کم‌تر واضح است. به‌خصوص، موارد فجیع شناخته‌شده به‌عنوان شروری دهشتناک کانون تمرکز کارهای اخیر در مسئله شر بوده‌اند، مواردی که تشکیل‌دهنده «دلیل وجه اول برای شک به این که آیا می‌توانست زندگی شرکت‌کننده (با توجه به دخولشان در آن) خیری بالاتر برای او باشد در مجموع» هستند. نکته‌ای دیگر این‌که، آن اعمال موجودات آزاد که موجبات شر می‌شود، اغلب اوقات، آزادی آنان که رنج شر را می‌کشند می‌کاهد؛ برای مثال قتل کودکی جوان جلوی این‌که آن کودک هرگز اختیار خود را به‌کار بندد می‌گیرد. در یک چنین موردی که آزادی شرارت‌کننده‌ای به جان آزادی کودکی معصوم افتاده است، روشن نیست که چرا خدا بی‌واکنش و منفعل باقی بماند.
نقد دیگر این است که پتانسیل سرشتی موجود در اختیار، برای شر، می‌تواند به راه‌هایی که به آن اختیار دست‌اندازی نمی‌کنند محدود شود. خدا می‌توانست به‌واسطه لذت‌بخش ساختن کنش‌های اخلاقی، یا غیرممکن ساختن رنج و کنش شرورانه به‌واسطه اجازه دادن اختیار ولی نه قابلیت وارد ساختن شر یا تحمیل رنج، به این نائل شود. حامیان تبیین اختیار اظهار می‌کنند که آن دیگر اختیار نخواهد بود. منتقدین پاسخ می‌دهند که این دیدگاه به‌نظر می‌رسد که به‌طور ضمنی این را برساند که به‌طرز مشابهی، سعی در جهت کاهش رنج و شر به این راه‌ها اشتباه است، موضعی که عده قلیلی از آن جانب‌داری را می‌کنند.
چالش سوم برای دفاعیه اختیار، شر طبیعی است، که حاصل علل طبیعی است (برای مثال، کودکی که از مرضی رنج می‌برد، یا تلفات انبوه از یک آتشفشان). انتقاد «شر طبیعی» این موضع را می‌گیرد که حتی اگر به دلایلی خدای قدرتمند تمام و خیرخواه تمام، کنش‌های شرورانه انسانی را به‌منظور روا داشتن اختیار تحمل کرده، انتظار نخواهد رفت که یک چنین خدایی همچنین شرهای طبیعی را تحمیل کند چرا که آن‌ها هیچ ارتباط روشنی با اختیار ندارند.
طرف‌داران پاسخ اختیار به شر، تبیین‌های گوناگونی از شرهای طبیعی را پیشنهاد می‌کنند. الوین پلانتینگا، در پی آگوستین از هیپو، و دیگران استدلال کرده است که، شرور طبیعی به‌واسطه انتخاب‌های آزادانه موجودات فراطبیعی همچون دیوها موجب شده‌اند. دیگران استدلال کرده‌اند که
- شرور طبیعی حاصل هبوط بشر هستند، که دنیای بی‌عیبی را که توسط خدا خلق شد فاسد کردند[۵۹] یا
- شرور طبیعی حاصل قوانین طبیعی هستند[۶۰] یا
- شرور طبیعی به ما دانشی از شر را ارائه می‌کنند که انتخاب‌های آزادانه ما را مهم‌تر یا قابل‌ملاحظه‌تر از آنچه که در غیر این‌صورت باشند می‌کند، و پس اختیار ما ارزشمندتر است[۶۱] یا
- شرور طبیعی مکانیسمی برای مجازات الهی برای شرور اخلاقی‌ای که انسان‌ها مرتکب شده‌اند هستند، و پس شر اخلاقی موجه است.[۶۲]

دسته‌ای از محققان موافقند که استدلال اختیار انسان و ارواح ناانسانی (دیوهای) پلانتینگا به‌طور موفقی مسئله منطقی شر را حل می‌کند، و ثابت می‌کند که خدا و شر منطقاً سازگارند، اما محققان دیگر صریحاً ابراز مخالفت می‌کنند. مخالفان اظهار می‌کنند در حالی که تبیین امراض مسری، سرطان، توفندها، و دیگر رنج‌های سبب‌شده از طبیعت به‌عنوان آنچه که به‌سبب اختیار موجودات فراطبیعی است، نسخه منطقی مسئله شر را حل می‌کند، این بسیار بعید است که این شرور طبیعی دلایل طبیعی‌ای که خدایی قادر مطلق می‌توانست جلویش را بگیرد نداشته باشند، اما در عوض به‌واسطه کنش‌های غیراخلاقی موجودات فراطبیعی دارای اختیار که آنان را خدا خلق کرده است باشند. به زعم مایکل تولی، این دفاعیه همچنین به‌شدت نامحتمل [یا نامعقول] است چرا که رنج ناشی از شر طبیعی، لوکالیزه شده است، علاج‌ها و علل عقلانی برای امراض عمده یافته شده‌اند، و ناروشن است که چرا هیچ‌کس، از جمله موجودی فراطبیعی که او را خدا آفریده انتخاب کند که برای مثال شر و رنج لوکالیزه را به کودکان معصوم وارد سازد، و چرا خدا از متوقف کردن چنین رنجی اگر که قادر مطلق است کوتاهی می‌کند.
اختیار و رنج حیوانی
یکی از ضعف‌های دفاعیه اختیار غیرقابل اطلاق بودن یا اطلاق‌پذیری متناقض آن در ارتباط با شرهایی که حیوانات با آن مواجه می‌شوند و رنج متعاقب حیوان می‌باشد. برخی محققان، همچون دیوید گریفین، اظهار می‌کنند که اختیار، یا فرض خیر بالاتر از طریق اختیار، به حیوانات اعمال نمی‌شود. در مقابل، محققانی چند، با این که می‌پذیرند که «اختیار» در زمینه‌ای انسانی اعمال می‌شود، یک دفاعیه «مخلوقات آزاد» جایگزین را پیش نهاده‌اند، که بیان می‌کند حیوانات نیز از آزادی فیزیکی بهره می‌برند گرچه آن آزادی به همراه هزینه خطرهایی که مداوماً مواجه می‌شوند، می‌آید.
دفاعیه «مخلوقات آزاد» نیز، در مورد حیوانات به قفس انداخته‌شده، اهلی‌شده و دامپروری‌شده که آزاد نیستند و بسیاری‌شان به‌طور تاریخی شر و رنج را از تعدی صاحبانشان تجربه کرده‌اند، مورد نقد قرار گرفته است. به‌علاوه، حتی حیوانات و مخلوقات زنده در وحش نیز با رنج و شرور دهشتناکی مواجه می‌شوند «همچون سوختگی و مرگ کند پس از آتش‌سوزی طبیعی یا دیگر بلایای طبیعی یا از جراحات شکاری»، Bishop و Perszyk اظهار می‌کنند که این ناروشن است، که چرا خدایی مهرورز تمام چنین مخلوقات آزادی را که مستعد و در معرض رنج شدیدند بیافریند.
بهشت و اختیار
همچنین مباحثه‌ای در مورد سازگاری اختیار اخلاقی (برای انتخاب کنش خیر یا شر) با نبود شر در بهشت، با علم مطلق و با خیرخواهی مطلق خداوند وجود دارد.
یک راه نقد مبسوط دفاعیه اختیار این بوده است که اگر خدا به طرز بی‌عیبی قدرتمند، دانا، و مهرورز است، پس می‌توانست دنیایی را با مخلوقات فاقد شر اخلاقی فعلیت بخشد، جایی که همگان خیر را برمی‌گزینند، همیشه سرشار از رأفت عاشقانه است، ترحم‌آمیز است، همیشه غیرخشن و سرشار از شادی است، جایی که زمین درست به‌سان مفهوم توحیدی بهشت است. اگر خدا بهشتی را با عشق (محبت) خود ساخته است، خدایی مهرورز تمام و همیشه مهرورز می‌توانست زمینی را درست مانند بهشت، بدون شر و رنج برای حیوانات و افراد بشر خلق کند.
تئودیسه فرایند
«تئودیسه فرایند به مباحثه بر سر مسئله شر با انکار یکی از گزاره‌های کلیدی آن چارچوبی دوباره می‌دهد: قدرت مطلق الهی.»: 143  این تئودیسه مقیدات فلسفی و الهی‌شناختی را درحالی‌که استعاره‌های الهی‌شناختی را شیفت می‌دهد، یکپارچه می‌کند. برای مثال، در آن‌جا که آینده دست در دست به همراه رنجور واقعیت می‌یابد، خدا به یار بزرگ و هم‌رنج تبدیل می‌شود.: 143 

### تئودیسه ایرنئوسی یا روح‌پروری
تئودیسه ایرنئوسی یا روح‌پروری به نام الهی‌دان یونانی قرن دوم میلادی، ایرنئوس، آن‌کس‌که اندیشه‌هایش در مسیحیت شرقی، اتخاذ شد، نام‌گذاری شده است، این تئودیسه توسط جان هیک مورد بحث قرار گرفته است، و تئودیسه ایرنئوسی تصریح می‌کند که شر و رنج برای رشد روحانی، برای آن‌که بشر روح خود را کشف کند، ضروری هستند و خدا شر را برای رشد روحانی افراد بشر اجازه می‌دهد.
تئودیسه ایرنئوسی با تصریح بر این که به‌نظر نمی‌رسد که شرور بسیاری رشد روحانی را بگسترانند، و می‌توانند قاطعانه مخرب روح انسان باشند، به چالش کشیده شده است. هیک اذعان می‌کند که این پروسه در دنیای ما اغلب ناکام می‌ماند. مشکلی ثانوی با توزیع شروری که رنجشان متحمل شده است مرتبط می‌باشد: اگر این صحیح بود که خدا شر را به‌منظور تسهیل رشد روحی اجازه داده است، پس انتظار خواهیم داشت که شر به‌طرز نامتوازن بر آن‌ها که سلامت روحانی ضعیف و بدی دارند وارد بیاید. وقتی‌که فرومایگان از زندگی‌های عیاشانه‌ای کیف می‌کنند که آن‌ها را نسب به شر مصون می‌سازد، درحالی‌که بسیاری از زاهدین فقیرند و با رنج‌های دنیایی بسی آشنا، به‌نظر نمی‌رسد که قضیه این‌طور باشد. ثالثاً، کین اظهار می‌کند که، شخصیت انسان می‌تواند به‌طور مستقیم یا از راه‌های پرورشی مصلحانه و مهربانانه توسعه یابد، و این نامفهوم است که چرا خدا بخواهد شر و رنج را چیزی ضروری یا راه ترجیحی به رشد روحانی در نظر بگیرد یا روا دارد. به‌علاوه، رنج دهشتناک و سهمگین، اغلب منجر به ضربه به صفات انسانی می‌شود، قربانیانش در حقیقت به‌لحاظ روحانی رشد نمی‌کنند بلکه کینه‌توز و به‌لحاظ روحی و روانی بدتر می‌گردند.
گریگن اظهار می‌کند که، این وفق و جورسازی مسئله شر و خدا، همچنین در تبیین نیاز یا دلیل منطقی برای شر وارد آمده بر حیوانات و رنج حاصله حیوان، ناکام است، چرا که «به‌کل هیچ مدرکی وجود ندارد که رنج، شخصیت حیوانات را بهبود می‌دهد، یا گواه روح‌پروری در آن‌هاست.»
در سطحی بنیادی‌تر، تئودیسه روح‌پروری فرض می‌کند که فضائلی که از طریق رنج‌کشیدن پرورش می‌یابند ذاتاً (intrinsically) خیر هستند، بر خلاف این که اسباباً (instrumentally) خیر این‌طور باشند. فضائلی که به‌عنوان «روح‌پروری» تداعی شده‌اند فقط در دنیایی که شر و رنج از قبل وجود دارد به نظر می‌رسند که ارزشمند باشند. خواهش و تمایلی برای فدا کردن خویش به‌منظور نجات دیگران از آزار و اذیت، برای مثال، دقیقاً به‌خاطر همین‌که آزار و اذیت وجود دارد است که فاضلانه است. به همین ترتیب، میل برای اعطای غذای خویش به آنان‌که گرسنگی می‌کشند را ارزش قائلیم چرا که گرسنگی وجود دارد. اگر آزار و اذیت و همچنین گرسنگی روی نمی‌دادند، هیچ دلیلی وجود نداشت که این اقدامات را فاضلانه در نظر بگیریم. اگر فضائلی که از طریق تئودیسه روح‌پروری پرورش می‌یابند فقط در جایی که رنج وجود دارد ارزشمندند، آن‌گاه روشن نیست که اگر رنج وجود نداشت، چیزی را از دست می‌دادیم.

#### تئودیسه چلیپایی
تئودیسه روح‌پروری و تئودیسه فرایند، سیستم‌های تئودیسه‌ای کاملی به همراه الهیات، کیهان‌شناسی، پرسپکتیوهای متمایز در باب مسئله شر می‌باشند؛ تئودیسه چلیپایی یک سیستم نیست اما خط سیری شماتیک در داخل آن‌ها می‌باشد. در نتیجه، تمامی سؤالات از «سرچشمه، طبیعت، مسئله، دلیل و منتهی‌الیه شر» را مورد ملاحظه قرار نمی‌دهد، اما تغییری مهم را ارائه می‌کند. «در ۱۶ ژوئیه، ۱۹۴۴ دیتریش بنهوفر در انتظار اعدام در یک زندان نازی و در حال تعمق در تجربه مسیح از عجز و درد، شش کلمه را نگاشت که به فراخوان آشکاری برای پارادایم‌شیفت الهیاتی امروزی تبدیل گشت: فقط خدای رنجور می‌تواند کمک کند.»: 146  خداباوری کلاسیک، شامل «بی‌دردی» (impassibility) به‌عنوان خصیصه‌ای ضروری از خداوند می‌شود (خدا شخصاً نمی‌تواند رنج بکشد). تئودیسه چلیپایی با رنج‌کشیدن عیسی از «سرتاسر طیف غم و اندوه انسان، از جمله استثمارهای اقتصادی، محرومیت‌های سیاسی، طرد اجتماعی، طرد و خیانت از دوستان، حتی بیگانگی از خانواده خویش… پریشانی عمیق روان‌شناختی… [حزن]...» تمسخر، تحقیر، ترک‌شدگی، کتک، شکنجه، یأس، و مرگ آغاز می‌کند.: 146, 148 
الهی‌دان یورگن مولتمان (Jürgen Moltmann) بر «رنج‌پذیری» (passibility) خداوند تصریح می‌کند و می‌گوید «خدایی که نمی‌تواند رنج بکشد نمی‌تواند عشق بورزد.»: 150  فیلسوف و کشیش مسیحی مریلین مک کورد آدامز تئودیسه‌ای از «رنج رستگاری‌بخش» را ارائه می‌دهد که مطرح می‌کند که رنج بی‌گناه «قدرت دگرگون‌گر رستگاری» را نشان می‌دهد نه این‌که خداوند خیرخواه مطلق نیست.: 158–168 

### زندگی پس از مرگ
توماس آکویناس تئودیسه زندگی پس از مرگ را در ملاحظه مسئله شر و توجیه وجود شر پیش نهاد. مقدمه پشت این تئودیسه این است که زندگی پس از مرگ بی‌پایان است، زندگی انسان کوتاه است، و خداوند به‌منظور داوری کردن، اجازه شر و رنج را می‌دهد و بر پایه کنش‌های اخلاقی و رنج انسان جهنم یا بهشت همیشه جاویدان را عطا می‌کند. آکویناس می‌گوید که زندگی پس از مرگ خیر بالاتر توجیه‌کننده شر و رنج در زندگی فعلی است. مؤلف مسیحی، Randy Alcorn، استدلال می‌کند که لذات بهشت، رنج‌های روی زمین را جبران خواهند کرد. Stephen Maitzen این را تئودیسه «بهشت همه چیز را غرق می‌کند» خوانده است، و استدلال می‌کند که این غلط است چرا که جبران (یا تاوان‌دهی) را با عدالت خلط می‌کند.
اعتراضی ثانوی به تئودیسه زندگی پس از مرگ این است که این تئودیسه، رنج نوزادان کوچک و کودکان معصوم از امراض، سوءاستفاده، و جراحت در جنگ یا حملات رعب‌آمیز یا تروریستی را رفع و رجوع نمی‌کند، از آن‌جا که قرار نیست «کنش‌های اخلاقی انسانی» از نوزادان و کودکان تحصیل‌نکرده/تربیت‌نشده انتظار رود. به‌طور مشابه، کنش‌های اخلاقی و مفهوم انتخاب، به مسئله شرِ اعمال‌شده به رنج حیوانی سبب‌شده از شر طبیعی یا کنش‌های بشری اعمال نمی‌گردد.

### انکار وجود شر
در قرن دوم میلادی، الهی‌دانان مسیحی تلاش کردند تا با انکار این که شر وجود دارد مسئله شر را با خدایی قادر مطلق، دانای مطلق، و خیرخواه مطلق وفق دهند. در میان این الهی‌دانان، کلمنت اسکندریه چندین تئودیسه را ارائه کرد، که از میان آن‌ها یکی «تئوری بی‌بهره‌گی شر» خوانده شد که از آن پس این تئوری اتخاذ شد. دیگری نسخه‌ای امروزی‌تر از «انکار شر» است، که توسط کریسچن ساینس پیش نهاده شده است، که در آن ادراک یا احساس شر به‌عنوان شکلی از توهم توصیف شده است.

#### شر به‌عنوان نبود خیر (تئوری بی‌بهره‌گی)
نسخه اولیه از «انکار شر»، «تئوری بی‌بهره‌گی شر» خوانده می‌شود، که به سبب آن که شر را به‌عنوان شکلی از «فقدان، از دست دادن یا بی‌بهره‌گی» توصیف کرده است، این‌طور نامیده شده است. یکی از طرف‌داران اولیه این تئوری کلمنت اسکندریه از قرن دوم میلادی بود، کسی که به گفته جوزف کلی، اظهار کرد که «از آن‌جا که خداوند کاملاً خوب است، نمی‌توانسته شر را آفریده باشد، اما اگر خداوند شر را نیافریده است، پس این [شر] نمی‌تواند وجود داشته باشد». شر، به‌زعم کلمنت، به‌عنوان چیزی مثبت وجود ندارد، بلکه به‌عنوان چیزی منفی (سلبی) یا به‌صورت «فقدان خیر» وجود دارد. اندیشه کلمنت برای ناتوانیش در توضیح رنج در دنیا اگر که شر وجود ندارد به نقد کشیده شده است. او همچنین توسط علمای گنوستیک با این سؤال که چرا خداوند مخلوقاتی که «فاقد خیر نبودند» را نیافرید، تحت فشار قرار گرفت. کلمنت تلاش کرد تا این سؤالات را به‌طور وجودشناختی از طریق دوگانه‌گرایی (دوالیسم)، اندیشه‌ای که در مکتب افلاطونی یافت می‌شود، پاسخ گوید، یعنی با ارائه کردن دو واقعیت، یکی از خدا و حقیقت، دیگری از بشر و تجربه ادراک شده.
الهی‌دان قرن پنجم میلادی، آگوستین هیپویی، تئوری بی‌بهره‌گی را اتخاذ کرد، و در کتاب‌راهنما در باب ایمان، امید و عشق، بر این موضع قرار گرفت که شر فقط به‌عنوان «نبود خیر» وجود دارد، این که خباثت‌ها هیچ چیزی نیستند جز بی‌بهره‌گی از خیر طبیعی. شر یک جوهره نیست، آگوستین اظهار کرد که، شر چیزی بیش از «از دست دادن [یا کمبود] خیر» نیست. آگوستین اظهار کرد که خدا در شر هم‌باشی یا مشارکت ندارد، خدا کمال است، خلقتش حد کمال است. بنا به تئوری بی‌بهره‌گی این نبود خیر است، که گناه و شر اخلاقی را توضیح می‌دهد.
این دیدگاه به این صورت مورد نقد قرار گرفته است که صرفاً دارد تعریف را جایگزین می‌کند، تعریف شر را با «از دست دادن خیر»، و «مسئله شر و رنج» را با «مسئله کمبود خیر و رنج»، اما نه مشکل را از نقطه‌نظری الهیاتی مورد ملاحظه قرار می‌دهد و نه از نقطه‌نظری تجربی. محققانی که تئوری بی‌بهره‌گی را نقد می‌کنند، اظهار می‌کنند که قتل، تجاوز، ترور، درد و رنج برای قربانی وقایع واقعی زندگی هستند، و نمی‌توانند به‌عنوان «فقدان خیر» صرف، انکار شوند. Pereira اظهار می‌کند که آگوستین پذیرفت که رنج وجود دارد و آگاه بود که تئوری بی‌بهره‌گی راه حلی برای مسئله شر نبوده است.

#### شر به‌عنوان چیزی واهی
یک نسخه جایگزین مدرن تئوری بی‌بهره‌گی به‌واسطه کریسچن ساینس ارائه می‌شود، که تصریح می‌کند که شروری همچون رنج و مرض فقط به‌نظر می‌رسد که واقعی هستند، اما در حقیقت توهمات هستند، و در واقعیت شر وجود ندارد. Stephen Gottschalk اظهار می‌کند که، الهی‌دانان کریسچن ساینس، این را منش نهاده‌اند که روح از توان بی‌نهایت برخوردار است، موجودات انسانی میرا در دریافتن این ناکام هستند و در عوض بر شر و رنجی که هیچ وجود واقعی به‌عنوان «یک قدرت، شخص یا اصلی که در تخالف با خدا باشد» ندارد.
نسخه توهم از تئودیسه تئوری بی‌بهره‌گی به‌خاطر انکار واقعیت (حقیقت) جرائم، جنگ‌ها، ترور، بیماری، جراحت، مرگ، رنج و درد برای قربانی به نقد کشیده شده است. به‌علاوه، میلارد اریکسون می‌نویسد که شر استدلال توهم صرفاً مسئله را به مسئله‌ای جدید وارد می‌کند، که چرا خداوند این «توهم» جرائم، جنگ‌ها، ترور، بیماری، جراحت، مرگ، رنج و درد را می‌آفریند؛ و چرا خداوند این «توهم» را متوقف نمی‌کند.

### برگرداندن میزها
رویکردی متفاوت به مسئله شر، به اصطلاح «برگرداندن میزها» است (تلاش برای عوض کردن موضع ضعف به برتری)، به‌واسطه پیش نهادن این که هر برهانی از شر خود ردکننده است، از این نظر که نتیجه‌اش کذب یکی از مقدماتش را ضروری می‌کند. یک پاسخ «که پاسخ دفاعی خوانده می‌شود» این بوده است که برعکسش را مدعی شویم، و خاطر نشان کنیم که اعلام این که «شر وجود دارد» حاکی از استانداردی است که در برابر آن ارزش‌های اخلاقی معین می‌شوند، و سپس استدلال کنیم که این استاندارد، حاکی از وجود خدا است.
نقد استاندارد این دیدگاه این است که یک برهان شر ضرورتاً ارائه دیدگاه‌های طرفداران آن نیست، بلکه در عوض قصد دارد تا نشان دهد که چگونه گزاره‌هایی که خداباور تمایل دارد باور کند، آنان را به این نتیجه می‌کشاند که خدا وجود ندارد. نقدی ثانوی این است که وجود شر می‌تواند از طریق رنج قربانیانش به آن پی برده شود، تا که از طریق کنش‌های کنش‌گر شرور، پس دلالتی بر هیچ «استاندارد اخلاقی» ای نشده است. دیوید هیوم بر این استدلال به تفصیل شرح داده است.

### دلایل پنهانی
گونه‌ای از دفاعیات بالا این است که، مسئله شر از قضاوت‌های احتمالاتی مشتق شده است از آن‌جا که بر این ادعا تکیه کرده است که، حتی پس از تعمق دقیق و سنجیده، آدمی نمی‌تواند دلیلی خیر برای وجود خدا و شر با هم ببیند. استنباط از روی این ادعا به سوی این گزاره کلی که می‌گوید شر غیر ضروری وجود دارد طبیعتاً استقرایی است و این گام استقرایی است که برهان قرینه‌ای را از برهان منطقی جدا می‌سازد.
دفاعیه دلایل پنهان تصریح می‌کند که امکان منطقی دلایل پنهان یا ناشناخته برای وجود شر در کنار وجود خدایی قدیر، دانای تمام، خیرخواه تمام وجود دارد. ندانستن دلیل ضرورتاً به‌معنی این نیست که دلیل وجود ندارد. این استدلال با تصریح بر این مطلب به چالش کشیده شده است که، گزاره دلایل پنهانی، به همان اندازه گزاره‌ای که می‌گوید خدا وجود ندارد یا «قدیر، دانای تمام، خیرخواه تمام، و قدرتمند تمام» نیست، شدنی (محتمل) است. به‌طور مشابه، به‌ازای هر استدلال پنهانی که به‌طور کامل یا به‌طور جزئی شرهای مشاهده شده را توجیه می‌کند، به‌طور برابری شاینده است (محتمل است) که استدلالی پنهانی وجود داشته باشد که در واقع شرهای مشاهده شده را بدتر از آنچه که بدون استدلال پنهانی به نظر می‌رسند، سازد، یا این‌که دلایل پنهانی ممکن است به تناقضی اضافی بیانجامند. و به این ترتیب، از نقطه‌نظری استقرایی، استدلال‌های پنهانی یکدیگر را خنثی می‌سازند.
زیرگونه‌ای از دفاعیه «دلایل پنهانی» را دفاعیه «پی اچ او جی» می‌خوانند—مخفف عبارتی در زبان انگلیسی به معنی خیرهای پنهانی عمیقاً ارجح. برایان فرانسس (Bryan Frances) اظهار می‌کند که دفاعیه پی اچ او جی، نه تنها وجود با هم خداوند و رنج انسان را بی‌پاسخ رها می‌کند، بلکه سؤالاتی را دربارهٔ این که چرا حیوانات و دیگر اشکال حیات باید از شرهای طبیعی، یا از سوءاستفاده (سلاخی حیوانات، سوءرفتار حیوانات) توسط برخی افراد بشر رنج بکشند، آن‌جا که درس‌های اخلاقی پنهانی، خیر اجتماعی پنهانی، و چنین دلایل پنهانی برای وفق دادن خدا با مسئله شر اعمال نمی‌شود.

### زندگی‌های پیشین و کارما
تئوری کارما به این اصل معنوی علت و معلول در جایی که نیت و کنش‌های فرد (علت) بر آینده آن فرد (معلول) تأثیر می‌گذارد، اشاره دارد. مسئله شر، در زمینه کارما، مدت‌ها در ادیان هندی از جمله آیین بودا، هندوئیسم، و آیین جین مورد بحث قرار گرفته است، هم در مکاتب خداباورانه و هم در مکاتب خداناباورانه؛ برای مثال در Uttara Mīmāṃsā Sutras، کتاب ۲، فصل ۱؛ یا براهینی از قرن ۸ میلادی توسط Adi Sankara در Brahmasutrabhasya، آن‌جا که وی این موضع را می‌گیرد که خدا نمی‌تواند به‌طور معقول علت دنیا باشد، چرا که شر اخلاقی، نابرابری، ظلم و ستم، و رنج در این دنیا وجود دارد؛ یا بحث تئودیسه قرن ۱۱ میلادی توسط Ramanuja در Sribhasya.
بسیاری از ادیان هندی بر توسعه اصل کارما برای اولین سبب، و عدل فطری، با بشر به‌عنوان کانون تمرکز، تأکید بزرگ‌تری را می‌کنند، تا توسعه اصول دینی همراه با طبیعت و قدرت‌های خدا و عدل الهی به‌عنوان کانون تمرکز. تئوری کارمای آیین بودا، هندوئیسم، و آیین جین ایستا نیست، بلکه پویاست، در آن‌جا که موجودات زنده، با نیت یا بدون نیت، اما با گفتارها و کردارها به‌طور پیوسته کارمای جدید ایجاد می‌کنند، و این است که آنان باور دارند به‌نوبه خود منبع خیر و شر در دنیا است. این ادیان همچنین باور دارند که زندگی‌های گذشته و کنش‌های قبلی در زندگی فعلی، شرایط فعلی را ایجاد می‌کند، چیزی که همچنین در هر کدام از دو مورد دخیل است. دیگر محققان پیشنهاد می‌کنند که سنن دینی خداناباورانه هندی، خالقی خیرخواه مطلق را فرض نمی‌گیرد، و برخی مکاتب خداباورانه، خدا یا خدایانشان را همچون شیوه ادیان توحیدی غربی، تعریف و ترسیم نمی‌کنند و الهه‌ها شخصیت‌های رنگارنگ و پیچیده دارند؛ الهه‌های ادیان هندی تسهیل‌کنندگانی شخصی و کیهانی‌اند، و در برخی مکاتب، آن‌ها به‌سان عقل فعال افلاطون مفهوم‌آفرینی شده‌اند. بنابراین، مسئله تئودیسه در بسیاری از مکاتب عمده ادیان هندی قابل ملاحظه نیست، یا حداقل از طبیعتی متفاوت برخوردار است تا ادیان غربی.
به‌زعم Arthur Herman، تئوری کارما-تناسخ، حین اعتنا به بینش و بصیرت‌های تئودیسه Sankara و Ramanuja، همه سه فرمول‌بندی تاریخی برای مسئله شر را حل می‌کند.

### همه‌دادارباوری
همه‌دادارباوری (پاندئیسم) تئوری مدرنی است که دادارباوری (دئیسم) و همه‌خدایی (پانتئیسم) را به هم پیوند می‌دهد، و تصریح می‌کند که خدا جهان را آفرید اما در طول آفرینش، به جهان تبدیل شد. در پاندئیسم، خدا قدرت لاهوتی نظارت‌کننده، که قادر به مداخله ساعت به ساعت به امور زمینی باشد، نیست. دیگر «مافوق» وجود ندارد؛ خدا نمی‌تواند از مافوق مداخله کند و نمی‌تواند به‌خاطر موفق نشدن در انجام آن مورد ملامت قرار گیرد. خدا، در پاندئیسم، قادر مطلق و خیرخواه مطلق بوده ولی، در قالب جهان، دیگر قادر مطلق و خیرخواه مطلق نیست.: 76–77 

## ادیان توحیدی

### مسیحیت

#### عهدین
جامعه‌شناس Walter Brueggemann می‌گوید تئودیسه «یک نگرانی جدی سراسر عهدین» است و مستلزم آن است که «شامل رده شر اجتماعی و همچنین شر اخلاقی، طبیعی (فیزیکی) و مذهبی شود».: 12  توافقی کلی در میان محققان عهدین وجود دارد که عهدین «به یک دیدگاه واحد بر شر اقرار نمی‌کند. … درعوض با انواعی از دیدگاه‌ها روبه‌رو هستیم… متعاقباً [عهدین تمرکز می‌کند بر] علاج‌های اخلاقی و روحانی، نه [توجیهات] عقلانی یا منطقی… صرفاً این‌طور است که عهدین در درون چشم‌اندازی کیهانی، اخلاقی و روحانی عمل می‌کند تا چشم‌اندازی عقل‌گرایانه، مجرد، هستی‌شناختی.»: 27  در دیکشنری عهدین Holman، شر همه آن چیزی است «در تخالف با خدا و مقاصدش یا آنچه که، از دیدگاه انسان، زیان‌آور و غیرتولیدی [بی‌حاصل] است.» الهی‌دان Joseph Onyango، آن تعریف را محدودتر کرده و می‌گوید «اگر دیدگاه ذات‌باورانه از اخلاقیات [عهدینی] اتخاذ کنیم… شر هر چیزی است که در تخالف با طبیعت خیر خدا است. ([طبیعت] به‌معنی سرشت و صفاتش)»
فیلسوف ریچارد سوینبرن می‌گوید که برهان شر، آن‌طور که به شکل کلاسیک خود اقامه شده، غیرقابل پاسخ‌گویی است، با این حال ممکن است دلایل مخالفی برای نرسیدن به نتیجه‌اش که می‌گوید خدایی نیست وجود داشته باشد. دلایل از سه نوع هستند: دلایل قوی؛ برای تصریح به این که خدایی وجود دارد؛ دلایل کلی؛ برای شک به نیروی خود استدلال؛ و دلایل مخصوص؛ برای شک به ضوابط هر کدام از گزاره‌های استدلال؛ «به عبارت دیگر، یک تئودیسه.» مسیحیت با چندین تئودیسه سنتی پاسخ عرضه کرده است: تئودیسه مجازات (آگوستین)، تئودیسه روح‌پروری (ایرنئوس)، تئودیسه فرایند (خاخام Harold Kushner)، تئودیسه چلیپایی (Moltmann)، و دفاعیه اختیار (پلانتینگا) از زمره آن‌ها است.
اساساً، چهار مظهر شر در کتاب مقدس وجود دارند: آشوب، گناه انسان، نیروهای اهریمنی/شیطانی، و رنج.: 14  زبان عهدینیِ آشوب و هیولاهای آشوب همچون لویاتان، ما را یادآور نظم و هماهنگی در جهانمان که مداوماً توسط نیروهایی «خصم‌آمیز نسبت به خلقت خیر خدا» مورد هجمه قرار می‌گیرد، می‌اندازد.: 17  عهدین در درجه اول با تأکیدی بر شکستن قوانین اخلاقی خدا، عهدهایش و تعالیم مسیح و نهی‌های (فرامین) روح‌القدس، از گناه، به‌عنوان شر اخلاقی سخن می‌گوید، تا از شر طبیعی یا متافیزیکی.: 21  نویسندگان کتاب مقدس واقعیت یک جهان روحی ورای این جهان، و بازداری آن از نیروهای روحی متخاصم را مسلم می‌گیرند. در حالی که جهان پساروشن‌گری چنین نمی‌کند، «نیروهای تاریک روحی» می‌توانند به‌عنوان «مظاهر تاریک‌ترین گوشه‌کنارهای ذات انسان» نگریسته شوند.: 25, 28  در عهدین رنج و بدبختی، برخی اوقات به‌عنوان شر نمایانده شده‌اند، در هر حال، الهی‌دان Brian Han Gregg می‌گوید، رنج در عهدین به دوازده طریق مختلف مجسم شده است.: 28 : 160 
- تثنیه ۳۰ و عبرانیان ۱۲ این احتمالات را می‌گشایند که رنج امکان دارد مجازات، عواقب طبیعی، یا تنبیه عاشقانه خدا باشد.
- پیدایش ۴؛۱–۸، و اولین قتل پیشنهاد می‌دهد که رنج بیش‌تر پیامد انتخاب‌های مردم به‌خصوصی است.
- پیدایش ۴۵ می‌گوید قدرت رستگاری‌بخش خداوند قوی‌تر از رنج است و می‌تواند برای مقاصد نیک فراتر استفاده شود.
- لوقا ۲۲؛۳۱–۳۴ می‌گوید در برابر ترس و نومیدی که توأمان با رنج‌اند مقاومت کن، درعوض به یادآور / باور داشته باش، که خدا قدرت کمک را دارد.
- ایوب ۴۰ می‌گوید که خدا مانند انسان‌ها نیست اما رابطه‌ای با همه آنان می‌خواهد، چیزی که نیازمند یک مقدار تسلیم به خدا و پذیرش رنج است.
- رومیان ۸، ۱۸–۳۰ رنج موقت را در متن مقاصد ابدی خداوند معرفی می‌نماید.
- عبرانیان ۱۲؛۱–۶، رنج را در مفهوم «روح‌پروری» قرار می‌دهد همان‌طور که ۲ پطرس ۱، ۵–۸، همچنین یعقوب ۱، و دیگران می‌کنند.
- خروج ۱۷؛۱–۷، و کل کتاب یعقوب رنج را به‌عنوان آزمایش ترسیم می‌کند و از حق خدا برای آزمودن وفاداری انسان سخن می‌گوید.
- ۲ قرنتیان ۴؛۷–۱۲، می‌گوید ضعف انسان در طول رنج توان خداوند را آشکار می‌سازد و این‌که این بخشی از انگیزه [-یا ندای] باورمندان برای در آغوش کشیدن رنج در همبستگی با عیسی مسیح است.
- ۲ قرنتیان ۱؛۳–۷، می‌گوید خدا، آسودگی‌بخش است، و مردم هنگامی که تجربه شخصی از رنج را دارند فرا می‌گیرند که چطور بهتر دیگران را آسایش ببخشند.
- سرود (مذهبی) بزرگ در فیلیپیان ۲، در کنار کولسیان ۱؛۲۴، توأمان می‌شوند تا مدعی گردند که عیسی مسیح خودِ رنج را جبران می‌کند. باورمندان فراخوانده شده‌اند تا با تقلید گفتارها، کردارها، و پندارهای نیک او در آن سهیم باشند. تمام آموزه‌های عهد جدید در باب رنج همه بر زمینه هبوط بشر و قدرت رستگاری‌بخش ممکن برای صلیبیان (عیسویان) قرار گرفته و پیرامون آن بازمی‌گردد.[۱۱۸]: 160, 161

تئودیسه یهودی در پرتوی هولوکاست تجدیدنظر گسترده‌ای را تجربه می‌کند درحالی‌که همچنان بر تفاوت میان دیدگاه انسانی و الهی نسبت به شر تصریح می‌کند. تئودیسه یهودی، در طبیعت خود خلقت و محدودیت‌های داتی در ظرفیت ماده برای کامل شدن، ریشه‌دار باقی می‌ماند؛ کنشِ از روی اختیار، دربرگیرنده پتانسیل برای کمال، از روی کوشش فردی می‌شود و شر را در دستان انسان قرار می‌دهد.: 70 
در انجیل عبری، سفر پیدایش، با به‌تصویر کشیدن شر به‌عنوان آنچه که در نتیجه  انتخاب انسان به خلقت وارد می‌شود، می‌گوید خلقت خدا «خیر» است.: Chapter 4  کتاب یعقوب «به‌دنبال بسط ادراک از عدالت الهی است … فرای کیفر صرف، تا شامل سیستمی از فرمان‌روایی الهی شود [که نشان می‌دهد] شاه حق آزمودن وفاداری [شخص] زیرفرمان خود را دارد… [یعقوب] دکترین خشک و بیش از حد ساده‌گرایانه کیفر را با نسبت دادن رنج به گناه و تنبیه تصحیح می‌کند.»: Chapter 3:Job  محقق انجیل عبری ماروین ای. سوینی می‌گوید «... خوانشی یک‌پارچه از [اشعیا] این سؤال تئودیسه را در خط مقدم قرار می‌دهد… [با] سه بعد عمده از سؤال: تداعی یهوه با فاتح [یا تسخیرگر]، حکم یهوه بر قضاوت علیه اسرائیل بدون ممکن بودن توبه، و شکست برنامه یهوه جهت دریافته شدن با رسید به پایان کتاب.»: 209  حزقیال و ارمیا با مفهوم مسئولیت اخلاقی شخصی و درک کردن عدالت در جهانی تحت حکومت الهی روبه‌رو می‌شوند.: 82  «تئودیسه در پیامبران فرعی نسبت به آنچه در اشعیا، ارمیا و حزقیال هست تفاوت کمی می‌کند.» در مزامیر جنبه‌های شخصی‌تری از تئودیسه مورد بحث قرار می‌گیرند، همچون مزامیر ۷۲ که با تقلای درونی ایجادشده توسط رنج مواجه می‌گردد. تئودیسه در انجیل عبری تقریباً به‌طرز جهان‌شمولی به زمان آینده، آن هنگام که خدا همه چیز را احیا می‌کند و «فرای نگرانی‌های حال تاریخی به‌جهت قرار نهادن رستگاری‌ای فرجام‌شناختی» می‌نگرد.: 137 
در عهدین، تمام خصیصه‌پردازی‌ها نسبت به شر و رنج، «خداوندی که بزرگ‌تر از رنج است [آن کس که] قدرتمند است، خلاق است و به مخلوقاتش متعهد [یا مقید] است [کسی‌که] همیشه کلام آخر را دارد.» را آشکار می‌کنند. تعهد خداوند به خیر اعلی در تمامی موارد مفروض گرفته شده‌اند.: 162, 168 

#### روز داوری
روایت ویتگنشتاینی-تومیتی جان جوزف هالدان از تکوین اندیشه کلی و مشاهده مارتین هایدگر از گذرایی طبعیت پرتاب‌شده زمانمندی حاکی از این مفهوم است که عمل خلقت از خداوند و عمل داوری از خداوند، یک عمل هستند. متعاقباً باور بر این است که نکوهش شر از جانب خداوند در دنیای مخلوقش اجرا و ابراز می‌شود؛ داوری‌ای که به سبب اراده تماماً قدرتمند خداوند، غیرقابل توقیف است؛ داوری‌ای دائم و ابدی که در روز داوری (رستاخیر) به دیگر مردم اعلان و مخابره می‌شود. در این تبیین، نکوهش شر توسط خدا، به‌صورت چیزی که داوری نیک می‌باشد، بازنمود می‌شود.

#### تئودیسه ایرنئوسی
تئودیسه ایرنئوسی، توسط ایرنئوس (2nd century CE–c. ۲۰۲) پیش گزارده شده است، و توسط جان هیک از نو فرمول‌بندی شده است. این تئودیسه بر این موضع می‌باشد که، اگر که هیچ شر و رنجی در جهان وجود نداشته باشد، آدمی نمی‌تواند به نیکویی اخلاقی یا عشق برای خداوند نائل شود. شر روح‌پرور است و آدمی را حقیقتاً اخلاقی و به خدا نزدیک می‌گرداند. خدا یک فاصله معرفت‌شناختی را ایجاد کرده (طوری که خدا به‌طور آنی شناختنی نیست) تا که ما بتوانیم برای شناخت او تقلا کنیم و با انجام این، حقیقتاً نیکو شویم. به سه دلیل اصلی، شر اسبابی است به خیر:
1. اسباب دانش – گرسنگی به درد منجر می‌شود، و سبب میلی برای تغذیه می‌گردد. دانش از درد، انسان‌ها را به دنبال کمک به دیگرانی که در درد هستند برمی‌انگیزد.
2. شخصیت سازی – شر فرصتی را برای رشد اخلاقی پیشکش می‌کند. «هیچ وقت هنر نیکویی را در جهانی که به‌عنوان بهشتی لذت‌جویانه طراحی شده بود نمی‌آموختیم» (ریچارد سوینبرن)
3. محیط پیش‌بینی‌پذیر – دنیا به دنباله‌ای از قوانین طبیعی اجرا می‌شود. این‌ها مستقل از هر ساکنی از جهان هستند. شر طبیعی فقط وقتی رخ می‌دهد که این قوانین طبیعی با نیازهای درک شده ما در تصادم باشند. این به هیچ طریقی غیراخلاقی نیست.

#### تئودیسه آگوستینی
قدیس آگوستین هیپویی (۳۵۴–۴۳۰ میلادی) در تئودیسه آگوستینی خود، آن‌طور که در کتاب جان هیک با نام شر و خداوند عشق معرفی گشته است، بر داستان پیدایش تمرکز می‌کند، داستانی که اساساً این را دیکته می‌کند که خداوند دنیا را خلق کرده و آن خیر بود؛ شر صرفاً عاقبتی از هبوط بشر است (داستان باغ عدن آن جا که آدم و حوا خدا را نافرمانی کردند و موجب گناه داتی [یا فطری و سرشتی] برای بشر گشتند). آگوستین اظهار می‌کند که شر طبیعی (شری که در دنیای طبیعی حضور دارد همچون بلایای طبیعی و غیره) توسط فرشتگان تنزل‌یافته موجب گشته‌اند، در حالی که شر اخلاقی (شری که با اختیار افراد بشر سبب می‌شود) به‌عنوان نتیجه‌ای از این که بشر از خدا غافل شده است و انتخاب کرده است تا از مسیر منتخب وی منحرف شود می‌باشد. آگوستین استدلال کرد که خدا نمی‌توانسته شر را در دنیا خلق کرده باشد، چنان‌که آن خیر آفریده شده است، و تمامی پندارها از شر صرفاً بی‌بهره‌گی یا انحرافی از خیر هستند. شر نمی‌تواند جوهره‌ای مجزا و یگانه باشد. برای مثال، نابینایی موجودیتی مجزا نیست، اما صرفاً فقدان بینایی یا بی‌بهره‌گی از بینایی است؛ بنابراین تئودیسه‌گرایان آگوستینی استدلال خواهند کرد که مسئله شر و رنج باطل است چرا که خداوند شر را خلق نکرد؛ این بشر بود که انتخاب کرد تا از مسیر خیر کامل منحرف شود.

#### قدیس توماس آکویناس
قدیس توماس بینش آگوستینی از شر را سامانمند، و با تعمقات خویش ضمیمه می‌کند. شر، به زعم قدیس توماس، بی‌بهره‌گی است، یا غیاب یک خیری است که به‌طور مناسب متعلق به طبیعت مخلوق است. بنابراین هیچ منبع مثبتی (یا مطلقی) از شر وجود ندارد، که در تناظر با خیر اعلی که خداست باشد؛ شر واقعی نیست اما عقلانی است—یعنی نه بعنوان یک فاکت ابژه، اما به‌عنوان مفهومی سوبژه وجود دارد؛ چیزها به خودی خود شر نیستند، اما به دلیل ارتباطشان با دیگر چیزها یا اشخاص شرند. تمام واقعیت‌ها به خودی خود خوبند؛ آن‌ها نتایج بد را فقط بر حسب اتفاق تولید می‌کنند؛ و متعاقباً سبب نهایی شر در اساس خیر است، و همین‌طور اشیائی که شر در آن یافت می‌شود.

#### لوتر و کالون
لوتر و کالون هر دو اظهار کردند که شر عاقبتی از هبوط بشر و گناه نخستین است. کالون، با این حال، با باور به قسمت (قضا و قدر) و قدرت مطلق، اعتقاد داشت که هبوط بخشی از نقشه خداست. لوتر شر و گناه نخستین را به‌عنوان میراثی از آدم و حوا نگریست، که از تکوینشان به تمام نوع بشر منتقل شد، و اراده بشر را به در خدمت گناه بودن مقید کرد، چیزی که طبیعت عادلانه خداوند آن را به‌عنوان عاقبت بی‌اعتمادی (یا سوءظنشان) روا داشته است، اگرچه خدا برنامه رستگاری انسان از طریق عیسی مسیح را ریخته است. نهایتاً انسان‌ها ممکن است قادر نباشند تا این برنامه را درک و تشریح کنند.

#### مسیحیت لیبرال
برخی مسیحیان لیبرال، از جمله الهی‌دان کالونیست فرانسوی André Gounelle و Pastor Marc Pernot از L'Oratoire du Louvre، معتقدند که خدا قادر مطلق نیست، و کتاب مقدس در مطالبی در ارتباط با آخرالزمان، فقط خدا را به‌عنوان «قدیر» وصف می‌کند.

#### کریسچن ساینس
کریسچن ساینس شر را به‌عنوان چیزی که هیچ واقعیت نهایی [یا اصلی] ندارد، و به دلیل اعتقادات غلطی است که هشیارانه یا ناهشیارانه اتخاذ شده‌اند می‌بیند. شروری همچون بیماری و مرگ ممکن است با فهم درست برطرف شوند. نقدهای کلی از مفهوم شر به‌عنوان یک توهم که پیش تر بحث شد به کنار، این دیدگاه، خود به زیر سؤال کشیده شده است، از آن جا که فهم گویی درست اعضای کریسچن ساینس، از جمله بنیانگذارش، از بیماری و مرگ جلوگیری نکرده است. با این وجود، گروندگان به کریسچن ساینس معتقدند که نمونه‌های بسیاری از شفابخشی‌های روحانی (آن طور که در گاهنامه‌ها و درسنامه Science and Health with Key to the Scriptures توسط Mary Baker Eddy آمده است) شواهد حکایتی (یا نقلی) از درستی آموزه ناواقعی‌بودن شر هستند. بنا به گفته یک مؤلف، انکار این که شر نهایتاً (در اصل) وجود دارد به‌طور تروتمیزی مسئله شر را حل می‌کند؛ با این حال، بیش تر مردم نمی‌توانند راه حل مذکور را بپذیرند.

#### شاهدان یهوه
شاهدان یهوه معتقدند که شیطان علت سرچشمه‌ای شر است. اگرچه روزگاری فرشته‌ای تمام و کمال بوده، شیطان احساسات خود بزرگ‌پنداری را پروراند و ولع پرستش کرد و سرانجام حق خدا برای حکمرانی را به چالش کشید. شیطان سبب شد تا آدم و حوا نافرمانی خدا را بکنند، و بشریت متعاقباً در چالشی دخیل بر ادعاهای رقابتی یهوه و شیطان برای فرمانروایی جهانی سهیم و شرکت کننده شد. دیگر فرشتگان که طرف شیطان را گرفتند، اهریمنان شدند.
تحمل متعاقب خداوند نسبت به شر تا بخشی بواسطه ارزش اختیار تبیین می‌شود. اما شاهدان یهوه همچنین بر این نظرند که این بازه زمانی رنج کشیدن، بازه‌ای به‌شمار می‌رود که از جانب خدا غیرمداخله‌ای است، که در خدمت نشان دادن است که «حق حکومت» یهوه هم درست است و هم به بهترین شکل به نفع تمام موجودات هوشمند است، که این «مشکل فرمانروایی جهانی» را سر و سامان می‌بخشد. بعلاوه، به افراد بشر این فرصت را می‌دهد تا رغبت و رضایت خود برای تسلیم حاکمیت خدا شدن را نشان دهند.

#### کلیسای عیسی مسیح قدیسان آخرالزمان
کلیسای عیسی مسیح قدیسان آخرالزمان (کلیسای ال‌اس‌دی) مفهومی را مشابه با تئودیسه ایرنئوسی معرفی می‌کند، و آن این که تجربه کردن شر، بخشی ضروری از پرورش روح است. به‌خصوص، قوانین طبیعت یک فرد را از تجربه خیر یا ادراک آن به‌طور کامل، بدون تجربه مخالف آن بازمی‌دارند. در این رابطه، قدیسان آخرالزمان هبوط آدم و حوا را به‌عنوان موردی از الغای برنامه‌ریزی نشده و مصیبت‌بار بهشتی ابدی به حساب نمی‌آورند، در عوض آنان این را به‌عنوان عنصری اساسی از نقشه خداوند می‌بینند. با روا داشتن تعارضات و وسوسه‌ها در اخلاقیات، خداوند محیطی را برای مردم آفرید تا یاد بگیرند، که آزادی خویش در گزینش کردن را پرورش دهند، و روشنایی را، در مقایسه با تاریکی، قدر بدانند و درک کنند.
این عدولی است از تعریف قدرت مطلق و دانایی مطلق مربوط به مسیحت متداول و باب روز، که مورمون‌ها باور دارند بواسطه الهی دانان پس از حواریون در قرن‌ها پس از عیسی مسیح عوض شده است. نوشته‌های ژوستین شهید، اوریگن، آگوستین، و دیگران نشانگر ادغام اصول مسیحی با فلسفه‌های متافیزیکی یونانی همچون فلسفه نوافلاطونی می‌باشد، که الوهیت را به‌عنوان یک سابستنس/اسنس (اوسیا) بی‌شکل و صورت، غیر مادی، و کاملا ساده توصیف می‌کردند که علیت مطلق و منشأ آفرینش‌گر تمام آنچه که وجود داشته است بوده است. مورمون‌ها تعلیم می‌دهند که از طریق وحی امروزین، خدا حقیقت دربارهٔ ذات خود را بازسازی کرد، که عناصر متافیزیکی گمان پردازانه‌ای که پس از عصر حواریون گنجانده شده بود را از میان می‌برد. در همین راستا، دانایی مطلق / قدرت مطلق خدا نباید که به‌عنوان آنچه که به لحاظ متافیزیکی از تمام حدود طبیعت پا فراتر می‌گذارد دید، بلکه به‌عنوان اندریافت کامل همه آنچه که در درون طبیعت هست باید دید—که به خدا این قدرت را می‌دهد که هر وضع و حالتی که در آن مرزها هستند را موجب شود. این بازسازی، همچنین به روشنگری این مطلب می‌پردازد که خدا از هیچ (اکس‌نیهیلو) خلق نمی‌کند، بلکه از مواد موجود برای سازماندهی نظم از آشوب استفاده می‌کند. به دلیل آن که در طبیعت تعارض ذاتی است، و خدا در مرزهای طبیعیت عمل می‌کند، خدا بنابراین بانی شر به حساب نمی‌رود، یا تمام شر را از تجربه فانی (دنیوی) ریشه کن نخواهد کرد. مقصود اولیه او، با این حال، این است که به فرزندان خود کمک کند تا برای خودشان بیاموزند تا هم قدر حق را بدانند و هم آن را برگزینند، و از این رو به کیف ابدی نائل شوند و در محضر او و در جایی که شر هیچ محلی ندارد زندگی کنند.

### اسلام
علمای اسلام در دوران قرون وسطی و معاصر سعی کرده‌اند تا مسئله شر را با تئودیسه زندگی پس از مرگ برطرف کنند و وفق دهند. به زعم نورسی، جهان گذرا شرور بسیاری همچون نابودی امپراتوری عثمانی و جایگزینی آن با سکولاریسم دارد، و چنین شروری غیرممکن است تا درک شوند مگر این که زندگی پس از مرگی وجود داشته باشد. در اندیشه اسلامی خدای قادر مطلق، دانای مطلق، خیرخواه مطلق همه چیز را خلق کرده، از جمله رنج انسان و موجباتش را (شر). شر نه بد بوده و نه نیاز به توجیه اخلاقی از خدا دارد، اما پاداش هاست در انتظار باورمندان به زندگی پس از مرگ. مؤمنین رنج کشیده‌اند در این زندگی کوتاه، تا که توسط خدا مورد داوری قرار گیرند و از بهشت در زندگی بی پایان پس از مرگ لذت ببرند.
تئودیسه‌های جایگزین در اندیشه اسلامی شامل انکار شر از ابن سینا در قرن ۱۱ میلادی در صورتی شبیه به تئودیسه «تئوری بی‌بهره‌گی» می‌شود. این کوشش تئودیسه توسط ابن‌سینا ناکام بوده است، بنا به گفته شمس عناتی، چرا که به‌طور ضمنی یا تلویحی قدرت مطلق خداوند را منکر می‌شود.

#### قرآن
در آیاتی از قرآن درمورد خیر و شر به عکس‌العمل متقابل انسان‌ها، این که شر از کدام جانب است، و مسئول یا مقصر کیست، اشاره شده است، که برخی آیات مربوط در ذیل آمده‌اند:
- و اگر خیری (پیشامد خوبی) به آنان رسد، می‌گویند: این از جانب خداست؛ و چون شری (صدمه‌ای یا پیشامد بدی) به ایشان رسد، می‌گویند: این از جانب توست؛ بگو: همه از جانب خداست… (نساء، ۷۸)
- چون به انسان آسیبی رسد، پروردگارش را –در حالی که به سوی او بازگشت کننده است– می‌خواند و چون خداوند او را از جانب خود نعمتی عطا کند، … مشرک می‌شود. (زمر، ۸)
- … و اگر از جانب خود رحمتی [به انسان] بچشانیم، قطعاً خواهد گفت: من سزاوار آنم و گمان ندارم رستاخیز برپا شود. (فصلت، ۵۰)
- و چون انسان را نعمت بخشیم، روی برتابد و خود را کنار کشد. (فصلت، ۵۱)
- هر خیری که به تو رسد، از جانب خداست، و هر شری که به تو رسد، از جانب خود توست… (نساء، ۷۹)
- و هر مصیبتی که به شما می‌رسد، به سبب کارهایی است که خودتان کرده‌اید… (شوری، ۳۰)

#### شیعه
جعفر سبحانی مسئله شر را از مسائل مهم در حوزه دین پژوهی می‌داند و طرح آن را واجد تاریخی به بلندای تاریخ انسان می‌خواند.
مرتضی مطهری نیز آن را به‌عنوان اشکالی عمومی و مشهور ضد وجود خدا معرفی می‌کند که فلاسفه اروپایی آن را اشکالی لاینحل قلمداد نموده‌اند. البته او تصریح می‌کند که حکمای اسلامی نیز به موضوع مذکور در الهیات ضمن بحث مسئله خیر و شر پرداخته‌اند و درصدد پاسخ گویی برآمده‌اند.
به نظر مطهری، از گذشته تا به امروز، ادبا و شعرا، جایی به شوخی و جایی به جد، از شر سخن گفته‌اند. او عمر خیام را از جمله معدود شعرایی می‌داند که جسارت بیشتری داشته و مسئولیت مصائب عالم هستی را نه به گردن روزگار و چرخ و فلک، بلکه به گردن عاملی بالاتر (خدا) انداخته است. مطهری همچنین وجود شر در عالم را منشأ پیدایش ایده ثنویت در ایران باستان، به‌عنوان فکری نیمه فلسفی و نیمه مذهبی، می‌داند.
علاوه بر فلاسفه مسلمان، در جهان غرب نیز، کسانی چون الوین پلانتینگا از منتقدان برجسته برهان شر به‌شمار می‌آیند. پلانتینگا در کتاب فلسفه دین، خدا، اختیار و شر به تفضیل به نقد برهان مذکور پرداخته است.

### یهودیت
بنا به گفته جان لونسن، نویسندگان کتاب مقدس عبری همگی بخوبی از شر به‌عنوان مسئله‌ای الهیاتی آگاه بودند، اما او مدعی آگاهی از مسئله شر نمی‌شود. در نقطه مقابل، بنا به گفته Yair Hoffman، اسفار کهن کتاب مقدس عبری اطلاعی از مسئله الهیاتی شر را نشان نمی‌دهند، و حتی اکثر علمای پسین کتاب مقدس به پرسش مسئله شر را نپرداختند. اولین آگاهی از مسئله شر در سنت یهودیت در منابع افزون و متاخر بر کتاب مقدس همچون کتب کاذبه (متون خفیه از مؤلفان مجهول، که در زمانی که نوشته شده بودند خط فکری باب روز به حساب نمی‌رفتند). اولین تعمقات سامانمند بر مسئله شر توسط فلاسفه یهودی فقط در دوره قرون وسطی قابل ردگیری می‌باشد.
مسئله شر پس از شر اخلاقی هولوکاست توجه تجدید شده‌ای را میان علمای یهودی یافت. خدای توحیدی تماماً قدرتمند، تماماً رحیم، و همه چیزدان، گویی قدرت جلوگیری از هولوکاست را داشته، اما این‌طور نکرد. متفکران یهودی استدلال کرده‌اند که یا خدا در مورد شکنجه و زجر موجود در دنیایی که خلق کرده اهمیتی نداده است، چیزی که یعنی او خیرخواه مطلق نیست، یا او نمی‌دانسته که چه اتفاقی دارد می‌افتد، که یعنی او دانای مطلق نیست. آزار و اذیت مردم یهود پدیده جدیدی نبود، و متفکران یهودی قرون وسطی به‌طور انتزاعی تلاش کرده بودند تا نسخه منطقی مسئله شر را رفع و برطرف کنند. تجربه هولوکاست و دیگر نمونه‌ها از رخدادهای کشتار دسته جمعی همچون گولاگ و زمین‌های کشتار خمرهای سرخ که میلیون‌ها نفر از مردم زجر را تجربه کردند و مردند، با این حال، ذات فطری و اندرونی نسخه قرینه‌ای مسئله شر را به کانون توجه آورد.
خاخامی از قرن ۱۰ میلادی که سعادیا گائون خوانده می‌شد، تئودیسه‌ای را در راستای این خطوط فکری ارائه کرد: «روح پروری، خیر اعلی و زندگی پس از مرگ». سعادیا این را پیش نهاد که رنج، به طرزی مشابه تلمود بابلی براخوت ۵، بهتر است به‌عنوان هدیه‌ای از خداوند در نظر گرفته شود چراکه به زندگی جاودانه بهشت در زندگی پس از مرگ منجر می‌شود. در مقابل، موسی بن میمون از قرن ۱۲ میلادی با تصریح بر این که خداوندی مهرورز تمام نه شر را تولید می‌سازد و نه رنج را ارزانی می‌دارد، چراکه همه چیزهایی که خداوند می‌کند مطلقاً خیر هستند، و سپس با ارائه توضیح «تئوری بی‌بهره‌گی» تئودیسه متفاوتی را ارائه کرد. هر دوی این پاسخ‌ها، دنیل رینولد می‌گوید، صرفاً در همین حد که برای مسئله شر دلیل‌تراشی کنند و بر آن سرپوش بگذارند، نه این که آن را حل کنند. آسان‌تر است تا رنج موجب شده بواسطه یک سرقت یا جراحات تصادفی و غیرمترقبه را دلیل‌تراشی کرد، ولی دهشت‌های فیزیکی، روانی و وجودی (اگزیستانسیالیستی) وقایعی دیرپا از خشونت مکرر در طول دوره‌های طولانی از زمان همچون هولوکاست، یا کودکی معصوم که آهسته و تدریجی از درد سرطان زجر می‌کشد، نمی‌توانند با سرکوفت یک شخصیت و خودخوری یک طرفه عقلانی جلوه داده شوند. کوشش‌ها توسط الهی‌دانان برای رفع و رجوع مسئله شر، با ادعاهایی مبنی بر این که شر هولوکاست اقدامی ضروری، عمدی، و قاطع و هدفمند از سوی خداوند بوده است، توسط متفکران یهودی همچون ریچارد روبنشتاین مستهجن به عبارتی زشت و وقیح اعلام شده‌اند.

## دیگر ادیان

### مصر و میان‌رودان باستان
آیین مصر باستان، به زعم رونالد انمارچ، به‌طور بالقوه خدایاناشان را از هر ملامتی به خاطر شر مبری کرده‌اند، و از یک کیهان‌شناخت منفی و مفهومی منفی از طبیعت انسان برای تبیین شر استفاده کرده‌اند. به علاوه، فرعون این‌طور دیده می‌شد که عامل خدایان است و اعمالش به‌عنوان یک شاه جلوگیری از شر و مهار شرارت درون طبیعت انسان را نشانه رفته بود.

### دین باستانی یونان
خدایان در دین باستانی یونان به‌عنوان مافوق دیده می‌شدند، اما صفات مشابهی با انسان‌ها به اشتراک می‌گذاشتند و اغلب با آن‌ها تعامل می‌کردند. اگرچه یونانیان به هیچ موردی از خدایان «شرور» انتقاد نداشتند، ولی باز این واقعیت که شر در دنیا حضور دارد را اذعان می‌کردند. خدایان اغلب در امور بشر دخالت می‌کردند، و گاهی اوقات اعمالشان مشتمل بر واردآوردن فلاکت و بدبختی برای مردم بود، برای مثال خدایان گاهی اوقات سبب مستقیم مرگ برای مردم بودند. با این حال، یونانیان خدایانشان را در نتیجه اعمال آنان شرور در نظر نمی‌گرفتند، در عوض پاسخ برای بیش‌تر شرایط در اسطورگان یونانی، قوه سرنوشت بود. سرنوشت قدرتمندتر از خود خدایان در نظر گرفته می‌شود و به خاطر همین دلیل هیچ‌کس نمی‌تواند از آن بگریزد. برای همین دلیل یونانیان وقایع بدشگون را بواسطه ایده سرنوشت، قابل توجیه تشخیص می‌دادند.
الهی دانان و فیلسوفان یونانی و رومی بعدی، مسئله شر را به‌طور عمیق مورد بحث قرار دادند. با شروع از حداقل افلاطون، فیلسوفان متمایل شدند که بر تفاسیر تحت‌الفظی از اسطورگان، بهر الهیاتی بیش‌تر پانتئیستی و طبیعی مبتنی بر استدلال‌های تدبیرشده، دست رد بزنند یا از تأکید بیاندازند. در این چارچوب، داستان‌هایی که به نظر می‌رسید به خدایان سلوک ناشرافتمندانه نسبت می‌دهند اغلب به‌عنوان کذب، و به‌عنوان چیزی بیش از «تخیل شعرا» نبودن، به‌سادگی مردود شمرده می‌شدند. متفکران یونانی و رومی، با این حال، به کلنجار رفتن با مسائلی از شر طبیعی و از شری که در زندگی روزمره خود مشاهده می‌کنیم ادامه دادند. نویسندگان رومی پرنفوذی همچون سیسرون و سنکای جوان، با برداشت از کار پیشین انجام شده توسط فیلسوفانی همچون رواقیون، استدلال‌های زیادی را در دفاع از بحق بودن خدایان توسعه دادند، و بسیاری از پاسخ‌هایی که ارائه دادند بعداً در درون تئودیسه مسیحی مستحیل شد.

### آیین بودا
آئین بودا نه وجود شر را انکار می‌کند، نه تلاش می‌کند تا شر را به طریقی که در ادیان توحیدی که وجود خدایی قدیر، قدرتمند تمام، همه چیزدان، و خیر تمام اعتقاد دارند، تلاش شده است، رفع اختلاف یا برطرف کند. آیین بودا، بسان آئینی غیرتوحیدی مانند آیین جین، هیچ خدای خالقی را مورد فرض یا اذعان قرار نمی‌دهد، و بنابراین مسئله شر یا مسئله تئودیسه به آن اعمال نمی‌شود. خدای خالقی، خیرخواه، قادر مطلق را به‌عنوان مفهومی کاذب تلقی می‌کند.
آیین بودا بر این تصریح می‌کند که در دنیا شر، و همچنین دوکخا (رنج) وجود دارد که توسط شر یا بعلت علل طبیعی (سالخوردگی، مرض، تولد دوباره) موجب می‌شوند. اصول مذهبی و رسوم آیین بودا، همچون چهار حقیقت شریف و راه اصیل هشتگانه به دنبال قدرت بخشی به پیروان در کسب بصیرت‌ها و رهایی (نیروانا) از چرخه چنین رنجی و همچنین تولد دوباره می‌باشند.
برخی ریشه‌ها یا اجزای متشکله آیین بودای مهایانه، یک تئوری بودا-طبیعت را در متونی همچون Tathagata-garbha Sutrasکه در قرن ۳ میلادی در جنوب هند تألیف شدند توسعه می‌دهند، که بسیار به تئوری «روح، خویشتن» که در هندوئیسم کلاسیک یافت می‌شود شبیه است. پیتر هاروی اظهار می‌کند که، تئوری Tathagata-garbha به نسخه‌ای بودایی از مسئله شر منجر می‌شود، چراکه این تئوری مدعی می‌شود که هر بشری بودای خالص درونی دارد که نیکوست. این مقدمه به سوالاتی مانند این که چرا هیچ‌کسی هیچ شری می‌کند، و چرا «بودای ذاتاً خالص درون» برای جلوگیری از کنشگر شرور پیش از آن که او مرتکب شر شود تلاش نکرده یا فائق بر نمی‌آید. یک پاسخ این بوده است که بودا-طبیعت خیرخواه مطلق است، اما قادر مطلق نیست. بعلاوه، Tathagata-garbha Sutras متون نابهنجار آیین بودا هستند، چراکه آن ها در اکثریت کلان یا قریب به اتفاقی از متون بودایی، دکترین‌های آناتا را نقض می‌کنند، که علما را به این سمت هدایت می‌کند که این نظر را مبنا قرار دهند که Tathagatagarbha Sutras برای تبلیغ آیین بودا به غیر بودائیان نوشته شده است، و آن‌ها نمایانگر آیین بودای پیروی جریان اصلی نمی‌باشند.
آیین بودای پیروی جریان اصلی، از روزهای اولیه خود، نیازی به ملاحظه مسئله الهیاتی شر نداشته است آنگونه که نیازی به یک خالق جهان ندید و در عوض همچون بسیاری از سنن هندی تصریح کرد که، جهان هیچگاه آغازی نداشته و تمام هستی یا موجودیت چرخه‌ای بی پایان از تولد دوباره است (سامسارا).

### هندوئیسم
هندوئیسم دینی پیچیده با مکاتب و جریان‌های مختلف بسیار است. سنن غیر خداباورانه آن، همچون سامخیا، نیایای اولیه، میمامسا و بسیاریشان درون ودانتا، وجود خدای قدیر، قادر مطلق، دانای مطلق، خیرخواه مطلق (خدای توحیدی) را پیش نمی‌گذارند، و فرمولاسیون کلاسیک مسئله شر و تئودیسه به بیش تر سنن هندو اعمال نمی‌شود. بعلاوه، الهه‌ها در هندوئیسم نه جاودانه‌اند نه قادر مطلق نه دانای مطلق و نه خیرخواه مطلق. دواها میرا هستند و در معرض سمساره (تولد ادواری) می‌باشند. شر و همچنین خیر، به همراه رنج، حقیقی، و موجب شده از اختیار بشر در نظر گرفته می‌شوند، منشأ و عواقب آن همانند دیگر ادیان هندی، از طریق دکترین کارمای هندوئیسم توضیح داده می‌شود.
نسخه‌ای از مسئله شر در Brahma Sutras کهن، که احتمالاً مابین ۲۰۰ قبل از میلاد و ۲۰۰ میلادی تدوین شده‌اند به چشم می‌خورد، که آن متنی بنیادی از سنت ودانتای هندوئیسم می‌باشد. آیات ۲٫۱٫۳۴ الی ۲٫۱٫۳۶ آن در قالب کلام قصار نسخه‌ای از مسئله رنج و شر را در زمینه مفهوم هندوی متافیزیکی و انتزاعی برهمن ذکر می‌کند. آیه ۲٫۱٫۳۴ از Brahma Sutras تصریح می‌کند که نابرابری و ستم در دنیا نمی‌تواند به مفهوم برهمن منتسب گردد، و این در وداها و اوپانیشادها می‌باشد. عالم قرن ۸ میلادی به نام Adi Shankara اظهار می‌کند که صرفاً چون برخی مردم شادتر از دیگرانند و صرفاً چون بدخواهی، ستم و درد بسیار زیادی در دنیا هست، برخی اظهار می‌کنند که برهمن نمی‌تواند علت دنیا باشد.
برای این که آن منجر به امکان جانبداری و ستم می‌شود. برای این که می‌تواند به‌طور معقولی نتیجه گرفته شود که خدا مانند یکسری اشخاص عامی شور و کینه دارد… لذا تهی‌سازی‌ای وجود خواهد داشت از ذات خلوص حداکثری، (تغییرناپذیری)، غیره، [...] و به خاطر تحمیل بدبختی و تباهی بر همه مخلوقات، خدا در معرض اتهام بی‌رحمی و ستم شدید، که حتی توسط فرد رذل نیز مورد انزجار است. پس به حساب امکان تبعیض و ستم، خدا یک کنشگر [یا عامل] نیست.— Purvapaksha اثر شانکرا، ترجمه انگلیسی توسط Arvind Sharma
شانکرا شرو ستم موجود در دنیا را به کارمای خود شخص و دیگران، و به جهل، توهم و دانش غلط نسبت می‌دهد، ولی نه به برهمن مجرد یا غیر جسیم. برهمن خودش فرای خیر و شر است. شر و رنج وجود دارد، بخاطر کارما. آن‌ها که با این تبیین در تقلا هستند، شانکرا می‌گوید که، در تقلا هستند به دلیل دوگانگی پیش فرض شده میان برهمن و جیوا، یا به دلیل دید خطی از وجود، در حالی که در واقعیت (reality) «سمساره و کارما anadi هستند» (وجود چرخه‌ای است، تولد دوباره و کردارها بدون هیچ آغازی جاودانند). به عبارت دیگر، در Brahma Sutras فرمول‌بندی مسئله شر یک هم‌سازه (construct) متافیزیکی در نظر گرفته می‌شود، ولی نه یک مشکل اخلاقی. رامانوجا از مکتب خداباورانه Sri Vaishnavism—یک سنت عمده در Vaishnavism—همین آیه را در زمینه ویشنو تفسیر می‌کند، و تصریح می‌کند که ویشنو فقط بالقوگی‌ها (potentiality) را می‌آفریند.
بنا به گفته Swami Gambhirananda از بعثت راماکریشنا، شرح Sankara تبیین می‌کند که خدا به حساب زیر بار فاکتورهای کنش‌های پرهیزکارانه و خبیثانه (کارما) رفتنش که توسط افراد در زندگی‌های پیشین انجام می‌شود نمی‌تواند با جانبداری و ستم (یعنی بی‌عدالتی یا عمل ظالمانه) متهم گردد. اگر فرد در این زندگی لذت یا رنج را تجربه می‌کند، این بواسطه کنش پرهیزکارانه یا خبیثانه‌ای (کارما) است که توسط آن فرد در زندگی‌ای پیشین شده است.
یک زیر شریعت در مکتب ویشنوپرستی از هندوئیسم که استثناء می‌باشد Dvaita ی دوگانه‌انگار است، که توسط مادهفاچاریا در قرن ۱۳ میلادی بنیان گذاشته شده است. این شریعت این مفهومی از خدا را مشابه با مسیحیت پیش می‌نهد، که مبلغان مسیحی در هند استعماری پیشنهاد کردند که مادهفاچاریا محتملا توسط مسیحیان اولیه که به هند مهاجرت کردند تحت تأثیر قرار گرفته است، تئوری‌ای که توسط محققان از درجه اعتبار افتاده است. مادهفاچاریا توسط علمای هندو بر سر مسئله شر به چالش کشیده شد، با توجه به تئوری دوگانه‌انگارانه Tattvavada که خدا و موجودات زنده به همراه جهان را به‌عنوان واقعیت‌هایی (حقیقت‌هایی) مجزا در نظر داشت. مادهفاچاریا تصریح کرد که، Yathecchasi tatha kuru، که Sharma به‌عنوان «آدمی حق دارد که میان درست و غلط انتخاب کند، انتخابی که هر فردی از روی مسئولیت خود و ریسک خود انجام می‌دهد» ترجمه و تبیین کرده است. Dasti و Bryantپاظهار می‌کنند که، اسخ مادهفا به مسئله شر رسیدگی نمی‌کند، که چطور می‌تواند شر با آن خدایی که قادر مطلق، دانای مطلق، و خیرخواه مطلق است وجود داشته باشد.
بنا به گفته Sharma، «رده‌بندی سه‌گانه مادهفا از روح‌ها این را غیر ضروری می‌سازد که مسئله شر پاسخ گفته شود». بنا به گفته David Buchta، این به مسئله شر را رسیدگی نمی‌کند، چراکه خدای قادر مطلق «می‌توانست سیستم را عوض کند، اما پسندید که این‌طور نکند» و بنابراین شر در دنیا را برپا نگه دارد. Buchta می‌گوید که این دیدگاه پایوری خویشتن از مادهفاچاریا موضعی منزوی [یا مطرود] در مکتب ودانتا و به‌طور کل فلسفه‌های هندی می‌باشد.

## فیلسوفان

### اپیکور

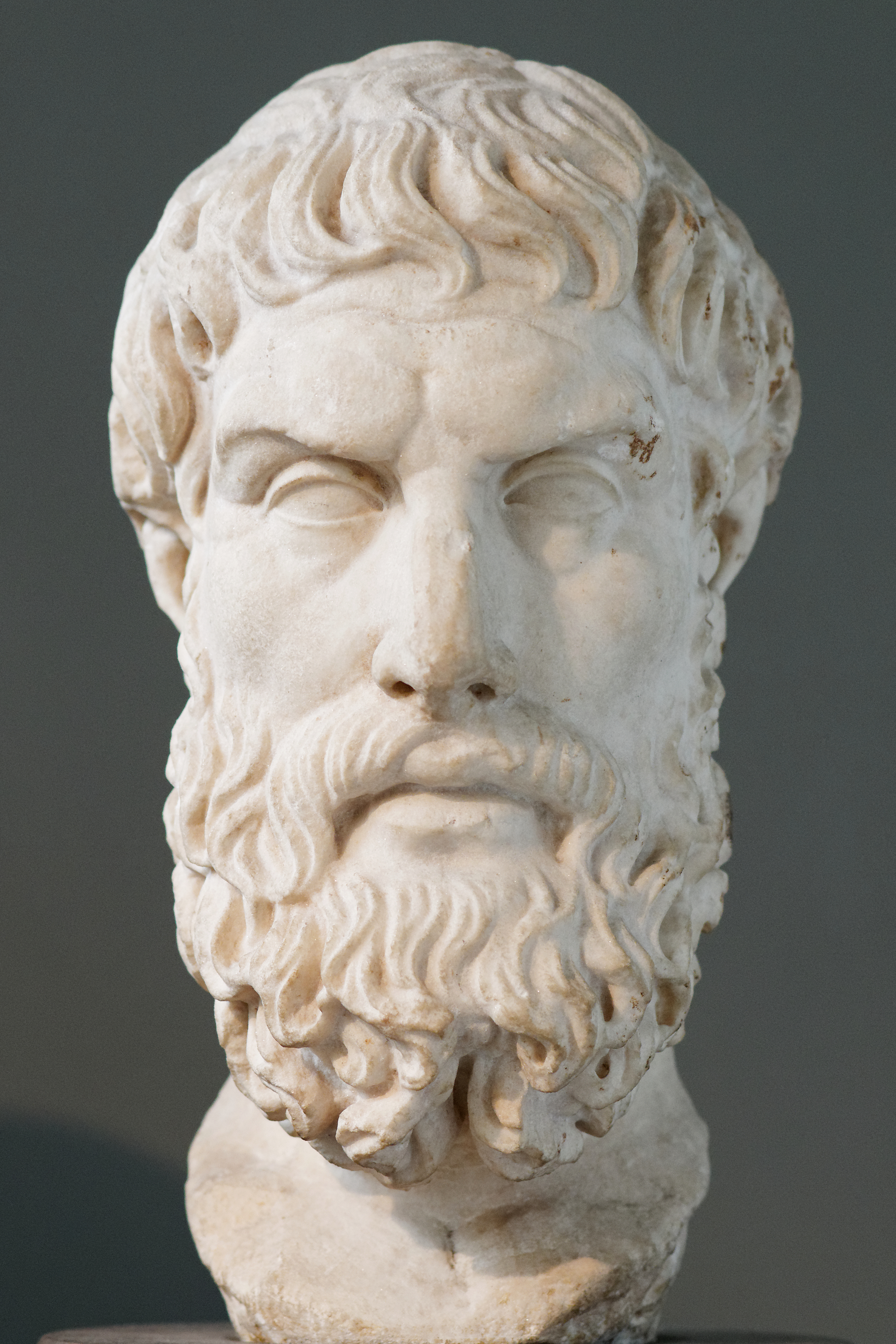
اولین بیان مسئله شر به اپیکورس نسبت داده شده است، اما این غیرقطعی است.

اپیکور عموماً به‌عنوان اولین کسی که مسئله شر را با جزئیات شرح می‌دهد به حساب می‌آید، و برخی اوقات به این «پارادوکس اپیکوری»، «معمای اپیکور»، یا «سه‌حدی اپیکور» خوانده می‌شود:
آیا خدا می‌خواهد که از شر جلوگیری کند، اما قادر نیست؟ پس او قادر مطلق نیست.
آیا او می‌تواند، ولی نمی‌خواهد؟ پس او بدسگال است.
آیا او هم می‌خواهد و هم می‌تواند؟ پس از کجا شر می‌آید؟
آیا او نه می‌خواهد و نه می‌تواند؟ پس چرا به او خدا گفته شود؟

— پارادوکس اپیکوری، ~۳۰۰ قبل از میلاد
قرن‌ها بعد دیوید هیوم به گسترش نظرات اپیکورس در این باب همت گماشت و در خاتمه نوشت: هیچ چیز نمی‌تواند استواری این استدلال را متزلزل سازد، استدلالی چنین کوتاه، چنین واضح، چنین قاطع.
هیچ متن نوشته شده به جا مانده‌ای از اپیکور نیست که محقق کند او به واقع مسئله شر را به این طریق فرموله کرده است، و غیرقطعی است که مؤلف او بوده باشد. انتسابی به او را می‌توان در متنی تاریخ گذاشته شده به حدود ۶۰۰ سال بعد یافت، در رساله در باب خشم خدا متعلق به الهی‌دان مسیحی از قرن ۳ام میلادی به نام لاکتانتیوس، جایی که لاکتانتیوس برهان را نقد می‌کند. برهان اپیکور آن‌طور که توسط لاکتانتیوس عرضه شده در واقع استدلال می‌کند که خدایی که قدرتمند تمام و خوب تمام است وجود ندارد و خدایان نسبت به نگرانی‌های بشر به دورند و نادخیل. خدایان نه دوستان و نه دشمنان هستند.

### دیوید هیوم
فرمول‌بندی دیوید هیوم از مسئله شر در گفتگوها در باب دین طبیعی:
«آیا او [خدا] خواهان آن است که از شر جلوگیری کند، اما قادر نیست؟ پس او قادر مطلق نیست. آیا قادر است، اما خواهان نیست؟ پس او بدسگال است. آیا او هم قادر است و هم می‌خواهد؟ پس شر از کجاست؟»
«قدرتی که [برای خدا] روا می‌داریم بی‌نهایت [است]: هرچیزی که او بخواهد اجرا می‌شود: اما نه بشر و نه هیچ حیوان دیگری شاد نیستند: بنابراین او شادیشان را نمی‌خواهد. حکمتش بی‌نهایت است: او هیچ‌گاه در اسباب رسیدن به هیچ مقصودی اشتباه نکرده: اما جریان طبیعت به روبه‌سوی سعادت بشر یا حیوان نمی‌گراید: بنابراین این برای آن منظور مقرر نشده است. در خلال کل محدوده دانش بشر، هیچ استنباطی قاطع‌تر و بری‌الخطاتر از این‌ها نیست. از چه لحاظ، پس، خیرخواهی و رحمت او به خیرخواهی و رحمت بشر می‌ماند؟»

### گوتفرید لایبنیتس
پیر بیل شک‌گرا، در دیکشنری تاریخی و انتقادی خود، خوبی و قدرت مطلق خدا را روی حساب زجرهایی که در این حیات زمینی تجربه شد انکار می‌کند. گوتفرید لایبنتیس اصطلاح تئودیسه را در اثر ۱۷۱۰ میلادی خود تحت عنوان گفتارهای تئودیسه‌ای در باب خیرخواهی خدا، اختیار بشر، و منشأ شر معرفی کرد؛ که عمدتاً علیه بیل متوجه شده بود. او استدلال کرد که این بهترین تمام جهان‌های ممکن است که خدا می‌توانست بیافریند.
با تقلید از سرمشق لایبنیتس، دیگر فلاسفه همچنین رساله‌هایشان را در باب مسئله شر تئودیسه خواندند. رمان محبوب ولتر به نام کاندید خوش‌بینی لایبنیتسی را در خلال افسانه‌ای تخیلی از جوانی ساده لوح به سخره گرفت.

### توماس رابرت مالتوس
نظریه‌پرداز جمعیت و اقتصاد توماس مالتوس، در جستاری مربوط به ۱۷۹۸ میلادی اظهار کرد که مردم دارای مرض یا مشکلات سلامت رنج نمی‌کشند، و نباید آن چنان دیده شوند. مالتوس استدلال کرد، «هیچ چیز نمی‌تواند با خردمان بیش تر در توافق باشد تا این که آن موجوداتی که از خلل پروسه آفرینش‌گر دنیا به اشکالی زیبا و دوست‌داشتنی بیرون می‌آیند سزد که با نامیرایی به اوج رسند، حینی که آنان که بدشکل بیرون می‌آیند، آنان که اذهانشان مناسب وضعیتی خالص تر و شاد تر از وجود نیست، سزد که معدوم شوند و محکوم به درآمیختن با گِلِ اولیه خود. محکومیت ابدی از این نوع ممکن است به‌عنوان گونه‌ای از مجازات ابدی در نظر گرفته شود، و این شگفت‌انگیز نیست که گاهی اوقات می‌سزد که تحت تصاویر رنج به تصویر کشیده شود.»
مالتوس به آفریدگار تعالی باور داشت، رنج را موجه در نظر گرفت، و پیشنهاد کرد که خداوند بایستی «به عنوان آن که مخلوقاتی را که او را آزرده‌اند با عذاب و نفرت ابدی تعقیب کند، ...» دیده شود، «...، به جای این که آن موجوداتی را که، بواسطه عملکرد قوانین کلی، با کیفیاتی که مناسب وضعیتی خالص تر از شادی [یا خوشبختی] هستند شکل نگرفته‌اند را صرفاً به بی‌حسی اصلی [یا نخستین] خودشان محکوم کند.»

### ایمانوئل کانت
ایمانوئل کانت در باب تئودیسه جستاری نوشت. ویلیام دمبسکی می‌گوید، او مطرح کرد که، هر تئودیسه موفقی باید یکی از سه چیز را ثابت کند: (۱) آنچه یک کس بر خلاف هدفمندی جهان می‌پندارد این‌طور نیست؛ (۲) اگر یک کس این را برخلاف بپندارد، آن گاه کسی باید آن را نه به‌عنوان فاکتی مثبت بلکه عاقبت غیرقابل اجتناب طبیعت چیزها در نظر بیاورد؛ (۳) اگر کسی بپذیرد که این فاکتی مثبت است، آن گاه کسی باید مبنا قرار دهد که این کار خدا نیست، اما کار خیر و شر یک سری موجودات دیگر همچون بشر یا ارواح مافوق است.
کانت قصد تمام تئودیسه‌ها را نکرد یا به‌طور کامل به آن‌ها نپرداخت تا به ملاحظه مسئله شر کمک کند. او ادعا کرد که دلیلی وجود دارد که تمام تئودیسه‌های ممکن باید شکست بخورند. در حالی که در زمان خودش تئودیسه فلسفی موفقی به دست نیامده بود، کانت اضافه کرد، هیچ پایه‌ای برای ضد-تئودیسه‌ای موفق هم موجود نیست.

## قضایای تبعی

### مسئله خیر
چندین فیلسوف استدلال کرده‌اند که درست همان‌طور که مسئله شری برای خداباورانی که به موجودی دانای مطلق، قادر مطلق، و خیرخواه مطلق اعتقاد دارند وجود دارد، همچنین مسئله خیری برای هر کس که به موجودی دانای مطلق، قادر مطلق، و بدخواه مطلق (یا کاملاً شر) اعتقاد دارند وجود دارد. از قرار معلوم دفاعیات و تئودیسه‌هایی که می‌توانند بگذارند تا خداباور در برابر مسئله شر مقاومت کند می‌توانند معکوس شوند و برای دفاع از اعتقاد به موجودی بدسگال مطلق استفاده شوند، که این حاکی از آن است که لابد باید نتیجه‌های مشابهی دربارهٔ موفقیت این استراتژی‌های دفاعی بگیریم. در آن حالت، خداباور به نظر می‌رسد که با یک ذوالحدین (تنگنای دوراهی) مواجه شده باشد: یا بپذیرد که هر دو مجوعه پاسخ‌ها به یک اندازه بد هستند، و پس خداباور پاسخ قابل قبولی برای مسئله شر نخواهد داشت، یا که بپذیرد هر دو مجموعه پاسخ‌ها به یک اندازه خوب هستند، و پس مقید به شدنی بودن وجود موجودی قادر مطلق، دانای مطلق، و خیرخواه مطلق شود.
منتقدان ذکر کرده‌اند که تئودیسه‌ها و دفاعیات اغلب در ملاحظه مسئله منطقی شر هستند. به همین ترتیب، آنان فقط برای نشان دادن این که ممکن است که شر و موجودی دانای مطلق، قادر مطلق و خیرخواه مطلق با هم وجود داشته باشند. از آن جا که تقید متوازی با آن فقط این است که خیر می‌تواند با موجودی دانای مطلق، قادر مطلق و بدخواه مطلق وجود داشته باشد، نه این که این شدنی است که چنین باشند، خداباوری که به مسئله شر پاسخ می‌دهد نیازی ندارد که خودش را به چیزی که محتملا غلط می‌داند مقید کند. این جواب، با این حال، مسئله قرینه‌ای شر را دست‌نخورده باقی می‌گذارد.

### اخلاق
یک نقد کلی دیگر این است که اگرچه تئودیسه ممکن است خدا را با وجود شر هماهنگ سازد، این را به قیمت الغای اخلاق انجام می‌دهد. این به این دلیل است که بیش تر تئودیسه‌ها فرض می‌کنند که هر چه که شر هست، وجود دارد چون محض یک خیری بالاتر لازم است. اما اگر شر ضروری است چون خیری بالاتری را محفوظ می‌کند، پس به نظر می‌رسد ما انسان‌ها هیچ وظیفه‌ای برای جلوگیری از آن نداریم، برای این که در انجام این کار همچنین از خیری بالاتر که برای آن شر لازم است جلوگیری می‌کنیم. حتی بدتر، به نظر می‌رسد که هر اقدامی می‌تواند عقلانی سازی شود، گویی که اگر کسی در انجام آن موفق شود، آن گاه خدا آن را اجازه داده است، و پس باید محض خیری بالاتر باشد. از این سیر تفکر فردی ممکن است نتیجه بگیرد که، همان‌طور که این نتایج شهود پایه‌ای اخلاقی ما را مورد تخطی قرار می‌دهند، هیچ تئودیسه خیر بالاتری صحیح نیست، و خدا وجود ندارد. متناوباً، فردی ممکن است متذکر شود که تئودیسه تئودیسه‌های خیر اعلی تر ما را به این سوق می‌دهند که هر وضعیت اموری را سازگار با وجود خدا بدانیم، و در این حالت مفهوم خوبی خدا به‌طور کامل بی معنا عرضه می‌گردد.

## نقد برهان شر
مرتضی مطهری، مسئله شر را از جهت تقریر مسئله و دفاعیاتی که می‌توان در برابر آن ارائه داد، به سه موضع تقسیم می‌کند:
- موضع اول؛ ماهیت و منشأ شرور
- موضع دوم؛ انفکاک یا امتناع انفکاک شرور از عالم و انسان
- موضع سوم؛ اطلاق و نسبیّت شرور و واجد وجوه بودن شرّیت

موضع اول در ارتباط با مسئله ثنویت و دو موضع بعدی در ارتباط با مسئله حکمت و عدل الهی بررسی می‌گردند.
مسئله شر در فلسفه دین در قالب سه مسئله و سه برهان علیه خدا و خداباوری مطرح است:
- مسئله و برهان منطقی شر: تناقض صفات خدا با وجود شر.
- مسئله و برهان قرینه‌ای شر: دلایل تجویز شر از سوی خداوند.
- مسئله و برهان اگزیستانسیالیستی (وجودی) شر: بی‌معنایی زندگی و ناامیدی انسان.

همچنین در فلسفه دین سه پاسخ برای این براهین وجود دارد که به ترتیب دفاعیه، تئودیسه و تسلا و معنابخشی نام دارد.

## ارجاعات
1. 1 2 3 4 5 6 7 8 9 10  The Stanford Encyclopedia of Philosophy, "The Problem of Evil", Michael Tooley
2. 1 2 3 4 5 6 7 8 9 10 11 12 13 14  The Internet Encyclopedia of Philosophy, "The Evidential Problem of Evil", Nick Trakakis
3. ↑  Hickson, Michael W. (2014). "A Brief History of Problems of Evil".  In McBrayer, Justin P.; Howard-Snyder, Daniel (eds.). The Blackwell Companion to The Problem of Evil. Hoboken, New Jersey: Wiley-Blackwell. pp. 6–7. ISBN 978-1-118-60797-8.
4. 1 2 3  The Internet Encyclopedia of Philosophy, "The Logical Problem of Evil", James R. Beebe
5. 1 2 3  Peter van Inwagen (2008). The Problem of Evil. Oxford University Press. pp. 120, 123–26, context: 120–33. ISBN 978-0-19-954397-7.
6. ↑  Nicholas J. Rengger, Moral Evil and International Relations, in  SAIS Review  25:1, Winter/Spring 2005, pp. 3–16
7. ↑  Peter Kivy, Melville's Billy and the Secular Problem of Evil: the Worm in the Bud, in The Monist (1980), 63
8. ↑  Kekes, John (1990). Facing Evil. Princeton: Princeton UP. ISBN 978-0-691-07370-5.
9. ↑  Timothy Anders, The Evolution of Evil (2000)
10. ↑  Lawrence C. Becker; Charlotte B. Becker (2013). Encyclopedia of Ethics. Routledge. pp. 147–49. ISBN 978-1-135-35096-3.
11. ↑  Problem of Evil, Paul Brians, Washington State University
12. ↑  Stephen D. O'Leary (1998). Arguing the Apocalypse. Oxford University Press. pp. 34–35. ISBN 978-0-19-535296-2., Quote: "As Max Weber notes, however, it is in monotheistic religions that this problem becomes acute."
13. 1 2 3 4  Peter Harvey (2013). An Introduction to Buddhism: Teachings, History and Practices. Cambridge University Press. pp. 37, 141. ISBN 978-0-521-85942-4.
14. 1 2  Arthur Herman, The problem of evil and Indian thought, 2nd Edition, Motilal Banarsidass, شابک ‎۸۱−۲۰۸۰۷۵۳۷, pp. 5 with Part II and III of the book
15. 1 2  نایجل واربرتون، الفبای فلسفه، ترجمه مسعود علیا، صفحهٔ ۴۱
16. ↑  The God Beyond Belief: In Defence of William Rowe's Evidential Argument from Evil (Studies in Philosophy and Religion)، مؤلف Nick Trakakis، انتشارات Springer، ص ۲.
17. ↑  جی. ال. مکی، شر و قدرت مطلق
18. ↑  عسکری سلیمانی امیری، نقد برهان ناپذیری وجود خدا، صفحهٔ ۳۰۹
19. ↑  Gregory A. Boyd (2003), Is God to Blame? (InterVarsity Press), شابک ‎۹۷۸−۰۸۳۰۸۲۳۹۴۹, pp. 55–58
20. ↑  Peter van Inwagen (2008). The Problem of Evil. Oxford University Press. pp. 22, 26–30, 6–10. ISBN 978-0-19-954397-7.
21. ↑  Linda Edwards (2001). A Brief Guide to Beliefs: Ideas, Theologies, Mysteries, and Movements. Westminster John Knox Press. p. 59. ISBN 978-0-664-22259-8.
22. ↑  John Swinton (2007). Raging with Compassion: Pastoral Responses to the Problem of Evil. Wm. B. Eerdmans. pp. 33–35, 119, 143. ISBN 978-0-8028-2997-9.
23. ↑  Susan Neiman (2004). Evil in Modern Thought: An Alternative History of Philosophy. Princeton University Press. pp. 119–20, 318–22. ISBN 978-0-691-11792-8.
24. ↑  Micha de Winter (2012). Socialization and Civil Society. Springer. pp. 69–70. ISBN 978-94-6209-092-7.
25. ↑  جعفر سبحانی و محمد محمدرضایی، اندیشه اسلامی ۱، صفحهٔ ۱۲۲
26. ↑  خسروی سرشکی، «تبیین دیدگاه کِنِث سورین در نقد گفتمانی تئودیسه‌ها»، ۱۳۹۶ش، ص ۹–۱۱.
27. ↑  The formulation may have been wrongly attributed to Epicurus by Lactantius, who, from his Christian perspective, regarded Epicurus as an atheist. According to Mark Joseph Larrimore, (2001), The Problem of Evil, pp. xix–xxi. Wiley-Blackwell. According to Reinhold F. Glei, it is settled that the argument of theodicy is from an academical source which is not only not epicurean, but even anti-epicurean. Reinhold F. Glei, Et invidus et inbecillus. Das angebliche Epikurfragment bei Laktanz, De ira dei 13, 20–21, in: Vigiliae Christianae 42 (1988), pp. 47–58
28. 1 2 3  Justin P. McBrayer, Daniel Howard-Snyder - The Blackwell Companion to The Problem of Evil , Wiley-Blackwell، سال ۲۰۱۳ میلادی، صص ۳۶–۴۵.
29. 1 2  Rowe, William L. (1979). "The Problem of Evil and Some Varieties of Atheism". American Philosophical Quarterly. 16: 336–37.
30. ↑  ٔNick Trakakis (Monday, 12 August 2019). "The Evidential Problem of Evil". http://iep.utm.edu (به انگلیسی). {{cite web}}: Check date values in: |تاریخ= (help); External link in |وبگاه= (help)
31. ↑  The God Beyond Belief: In Defence of William Rowe's Evidential Argument from Evil (Studies in Philosophy and Religion)، مؤلف Nick Trakakis، انتشارات Springer، ص vi.
32. ↑  Draper, Paul (1989). "Pain and Pleasure: An Evidential Problem for Theists". Noûs. 23 (3): 331–50. doi:10.2307/2215486. JSTOR 2215486.
33. 1 2  Nicola Hoggard Creegan (2013). Animal Suffering and the Problem of Evil. Oxford University Press. pp. 44–55. ISBN 978-0-19-993185-9.
34. ↑  Michael Murray (2008). Nature Red in Tooth and Claw: Theism and the Problem of Animal Suffering. Oxford University Press. p. 8. ISBN 978-0-19-155327-1.
35. 1 2  Michael J. Almeida (2012). Freedom, God, and Worlds. Oxford University Press. pp. 193–94. ISBN 978-0-19-964002-7.
36. ↑  Michael Murray (2008). Nature Red in Tooth and Claw: Theism and the Problem of Animal Suffering. Oxford University Press. p. 2. ISBN 978-0-19-155327-1.
37. ↑  Diogenes Allen (1990).  Marilyn McCord Adams and Robert Merrihew Adams (ed.). The Problem of Evil. Oxford University Press. pp. 204–06. ISBN 978-0-19-824866-8.
38. ↑  William L. Rowe (2007). William L. Rowe on Philosophy of Religion: Selected Writings. Ashgate. pp. 61–64 (the fawn's suffering example). ISBN 978-0-7546-5558-9.
39. ↑  Michael J. Almeida (2012). Freedom, God, and Worlds. Oxford University Press. pp. 194–95, for the complete context and alternate formulations see pages 194–217. ISBN 978-0-19-964002-7.
40. ↑  Honderich, Ted (2005). "theodicy". The Oxford Companion to Philosophy. ISBN 978-0-19-926479-7. John Hick, for example, proposes a theodicy, while Alvin Plantinga formulates a defence. The idea of human free will often appears in a both of these strategies, but in different ways.
41. ↑  For more explanation regarding contradictory propositions and possible worlds, see Plantinga's "God, Freedom and Evil" (Grand Rapids, MI: Eerdmans 1974), 24–29.
42. ↑  Coined by Leibniz from Greek θεός (theós), "god" and δίκη (díkē), "justice", may refer to the project of "justifying God"—showing that God's existence is compatible with the existence of evil.
43. ↑  Swinburne, Richard (2005). "evil, the problem of".  In Ted Honderich (ed.). The Oxford Companion to Philosophy. ISBN 978-0-19-926479-7.
44. 1 2 3  Ian Wilks (2014). "Chapter 31, for context see Chapters 29 and 30".  In Justin P. McBrayer and Daniel Howard-Snyder (ed.). The Blackwell Companion to The Problem of Evil. Wiley. ISBN 978-1-118-60797-8.
45. 1 2  Trent Dougherty; Justin P. McBrayer (2014). Skeptical Theism: New Essays. Oxford University Press. pp. 265–66. ISBN 978-0-19-966118-3.
46. ↑  James Franklin Harris (2002). Analytic Philosophy of Religion. Springer. pp. 243–44. ISBN 978-1-4020-0530-5.
47. ↑  Trent Dougherty; Justin P. McBrayer (2014). Skeptical Theism: New Essays. Oxford University Press. pp. 265–73. ISBN 978-0-19-966118-3.
48. ↑  Whitney, B. "Theodicy". Gale Virtual Reference Library. Gale. Retrieved 10 December 2014.
49. 1 2 3 4 5  Gregory A. Boyd, Is God to Blame? (InterVarsity Press, 2003) شابک ‎۹۷۸−۰۸۳۰۸۲۳۹۴۹, pp. 55–58, 69–70, 76, 96.
50. 1 2 3 4  Michael Lacewing (2014). Philosophy for AS: Epistemology and Philosophy of Religion. Routledge. pp. 239–42. ISBN 978-1-317-63583-3.
51. ↑  Marilyn McCord Adams, Horrendous Evils and the Goodness of God (Cornell University, 2000), 203.
52. ↑  Marilyn McCord Adams, Horrendous Evils and the Goodness of God (Melbourne University Press, 1999), 26.
53. ↑  C. S. Lewis writes: "We can, perhaps, conceive of a world in which God corrected the results of this abuse of free will by His creatures at every moment: so that a wooden beam became soft as grass when it was used as a weapon, and the air refused to obey me if I attempted to set up in it the sound waves that carry lies or insults. But such a world would be one in which wrong actions were impossible, and in which, therefore, freedom of the will would be void; nay, if the principle were carried out to its logical conclusion, evil thoughts would be impossible, for the cerebral matter which we use in thinking would refuse its task when we attempted to frame them." C.S. Lewis The Problem of Pain (HarperCollins, 1996) pp. 24–25
54. ↑  Michael Tooley, "The Problem of Evil", The Stanford Encyclopedia of Philosophy.
55. ↑  "The Two Types of Evil". Accessed 10 July 2014.
56. ↑  Plantinga, Alvin (1974). God, Freedom, and Evil. Harper & Row. p. 58. ISBN 978-0-8028-1731-0.
57. ↑  Alvin Plantinga, God, Freedom, and Evil (Eerdmans, 1989), 58.
58. ↑  Bradley Hanson, Introduction to Christian Theology (Fortress, 1997), 99.
59. ↑  Linda Edwards, A Brief Guide (Westminster John Knox, 2001), 62.
60. ↑  Polkinghorne, John (2003). Belief in God in an Age of Science. New Haven, CT: Yale Nota Bene. p. 14. ISBN 978-0-300-09949-2. and also See esp. ch. 5 of his Science and Providence. شابک ‎۹۷۸−۰−۸۷۷۷۳−۴۹۰−۱
61. ↑  Richard Swinburne in "Is There a God?" writes that "the operation of natural laws producing evils gives humans knowledge (if they choose to seek it) of how to bring about such evils themselves. Observing you can catch some disease by the operation of natural processes gives me the power either to use those processes to give that disease to other people, or through negligence to allow others to catch it, or to take measures to prevent others from catching the disease." In this way, "it increases the range of significant choice... The actions which natural evil makes possible are ones which allow us to perform at our best and interact with our fellows at the deepest level" (Oxford: Oxford University Press, 1996) 108–09.
62. ↑  Bradley Hanson, Introduction to Christian Theology (Fortress, 1997), 100.
63. ↑  Meister, Chad (2009). Introducing Philosophy of Religion. Routledge. p. 134. ISBN 978-0-415-40327-6.
64. ↑  Sobel, J.H. Logic and Theism. Cambridge University Press (2004) pp. 436–37
65. ↑  Alvin Plantinga; Michael Tooley (2009). Knowledge of God. John Wiley & Sons. pp. 101–05. ISBN 978-1-4443-0131-1.
66. ↑  David Ray Griffin (1991). Evil Revisited: Responses and Reconsiderations. State University of New York Press. pp. 94–95. ISBN 978-0-7914-0612-0.
67. ↑  John S. Feinberg (2004). The Many Faces of Evil (Revised and Expanded Edition): Theological Systems and the Problems of Evil. Crossway. pp. 94–95. ISBN 978-1-4335-1727-3.
68. 1 2  Nicola Hoggard Creegan (2013). Animal Suffering and the Problem of Evil. Oxford University Press. p. 48. ISBN 978-0-19-993185-9.
69. ↑  Oppy, Graham. Arguing about Gods, pp. 314–39. Cambridge University Press, 2006. شابک ‎۰۵۲۱۸۶۳۸۶۴
70. ↑  Simon Cushing (2010). "Evil, Freedom and the Heaven Dilemma" (PDF). Challenging Evil: Time, Society and Changing Concepts of the Meaning of Evil. Inter-Disciplinary Press. Archived from the original (PDF) on 17 May 2013. Retrieved 10 April 2014.
71. ↑  Nicola Hoggard Creegan (2013). Animal Suffering and the Problem of Evil. Oxford University Press. pp. 48–51. ISBN 978-0-19-993185-9.
72. 1 2 3 4 5 6 7 8 9 10 11 12 13  Scott, Mark S. M. (2015). Pathways in Theodicy: An Introduction to the Problem of Evil. Fortress Press. ISBN 978-1-4514-6470-2.
73. 1 2  John Hick (2016). Evil and the God of Love. Palgrave Macmillan. pp. 201–16. ISBN 978-1-349-18048-6.
74. ↑  John Hick, Evil and the God of Love , (Palgrave Macmillan, 2nd edition 1977, 2010 reissue), 325, 336.
75. ↑  The Stanford Encyclopedia of Philosophy, "The Problem of Evil", James R. Beebe
76. ↑  John Hick (2016). Evil and the God of Love. Palgrave Macmillan. pp. 376–79. ISBN 978-1-349-18048-6.
77. 1 2  Nicola Hoggard Creegan (2013). Animal Suffering and the Problem of Evil. Oxford University Press. p. 185 with footnote 3. ISBN 978-0-19-993184-2.
78. ↑  Allan, Leslie (28 July 2015). "The Problem of Evil" (PDF). Rational Realm. Retrieved 12 September 2018.
79. 1 2 3  Eleonore Stump (2008).  Daniel Howard-Snyder (ed.). The Evidential Argument from Evil. Indiana University Press. pp. 49–52. ISBN 978-0-253-11409-9.
80. 1 2  Stewart Goetz (2008). Freedom, Teleology, and Evil. Bloomsbury Academic. pp. 139–47. ISBN 978-1-4411-7183-2.
81. ↑  Benjamin W. McCraw; Robert Arp (2015). The Problem of Evil: New Philosophical Directions. Lexington. pp. 132–33. ISBN 978-1-4985-1208-4.
82. ↑  If God Is Good: Faith in the Midst of Suffering and Evil, published by Random House of Canada, 2009, p. 294; Quote: Without this eternal perspective, we assume that people who die young, who have handicaps, who suffer poor health, who don't get married or have children, or who don't do this or that will miss out on the best life has to offer. But the theology underlying these assumptions have a fatal flaw. It presumes that our present Earth, bodies, culture, relationships and lives are all there is... [but] Heaven will bring far more than compensation for our present sufferings.
83. ↑  "Ordinary Morality Implies Atheism", European Journal for Philosophy of Religion 1:2 (2009), 107–26, Quote: "... may stem from imagining an ecstatic or forgiving state of mind on the part of the blissful: in heaven no one bears grudges, even the most horrific earthly suffering is as nothing compared to infinite bliss, all past wrongs are forgiven. But "are forgiven" doesn’t mean "were justified"; the blissful person’s disinclination to dwell on his or her earthly suffering doesn’t imply that a perfect being was justified in permitting the suffering all along. By the same token, our ordinary moral practice recognizes a legitimate complaint about child abuse even if, as adults, its victims should happen to be on drugs that make them uninterested in complaining. Even if heaven swamps everything, it doesn’t thereby justify everything."
84. ↑  Nicholas Jolley (2014).  Larry M. Jorgensen and Samuel Newlands (ed.). New Essays on Leibniz's Theodicy. Oxford University Press. pp. 64–68. ISBN 978-0-19-966003-2.
85. ↑  Andrew Chignell; Terence Cuneo; Matthew C. Halteman (2015). Philosophy Comes to Dinner: Arguments About the Ethics of Eating. Routledge. p. 269. ISBN 978-1-136-57807-6.
86. 1 2 3  Joseph Francis Kelly (2002). The Problem of Evil in the Western Tradition. Liturgical Press. p. 42. ISBN 978-0-8146-5104-9.
87. 1 2 3  Millard J. Erickson, Christian Theology, Second Edition, Baker Academic, 2007, pp. 445–46.
88. 1 2  R. Jeffery (2007). Evil and International Relations: Human Suffering in an Age of Terror. Palgrave Macmillan. p. 49. ISBN 978-0-230-61035-4.
89. ↑  Joseph Francis Kelly (2002). The Problem of Evil in the Western Tradition. Liturgical Press. pp. 42–43. ISBN 978-0-8146-5104-9.
90. 1 2 3  Jairzinho Lopes Pereira (2013). Augustine of Hippo and Martin Luther on Original Sin and Justification of the Sinner. Vandenhoeck & Ruprecht. pp. 54–55. ISBN 978-3-647-55063-3.
91. 1 2  Jairzinho Lopes Pereira (2013). Augustine of Hippo and Martin Luther on Original Sin and Justification of the Sinner. Vandenhoeck & Ruprecht. p. 56 with footnote 25. ISBN 978-3-647-55063-3.
92. ↑  Todd C. Calder (2007), Is the Privation Theory of Evil Dead?, American Philosophical Quarterly, Vol. 44, No. 4, pp. 371–81
93. 1 2  Stephen Gottschalk (1978). Christian Science. University of California Press. pp. 65–69. ISBN 978-0-520-03718-2.
94. ↑  Millard J. Erickson (1998). Christian Theology. Baker Academic. pp. 446–47. ISBN 978-0-8010-2182-4.
95. 1 2  Paul Russell (2016). The Oxford Handbook of Hume. Oxford University Press. pp. 625–32. ISBN 978-0-19-974284-4.
96. ↑  C. S. Lewis Mere Christianity Touchstone:New York, 1980 pp. 45–46
97. ↑  Graham Oppy (2006), Arguing about Gods, pp. 17, 296. Cambridge University Press, شابک ‎۰۵۲۱۸۶۳۸۶۴
98. ↑  Daniel Howard-Snyder (2008). The Evidential Argument from Evil. Indiana University Press. pp. 305–06. ISBN 978-0-253-11409-9.
99. 1 2  Bryan Frances (2013). Gratuitous Suffering and the Problem of Evil: A Comprehensive Introduction. Routledge. pp. 110–23. ISBN 978-0-415-66295-6.
100. ↑  Karma Encyclopædia Britannica (2012)
101. ↑  Francis Clooney (2005), in The Blackwell Companion to Hinduism (Editor: Gavin Flood), Wiley-Blackwell, شابک ‎۰۶۳۱۲۱۵۳۵۲, pp. 454–55
102. ↑  Francis Clooney (1989), ‘‘Evil, Divine Omnipotence and Human Freedom: Vedanta’s theology of Karma, Journal of Religion, Vol. 69, pp 530–48
103. ↑  P. Bilimoria (2007), Karma’s suffering: A Mimamsa solution to the problem of evil, in Indian Ethics (Editors: Bilimoria et al.), Volume 1, Ashgate Publishing, شابک ‎۹۷۸−۰۷۵۴۶۳۳۰۱۳, pp. 171–89
104. ↑  See Kumarila’s ‘‘Slokavarttika’’; for English translation of parts and discussions: P. Bilimoria (1990), ‘ Hindu doubts about God – Towards a Mimamsa Deconstruction’, International Philosophical Quarterly, 30(4), pp. 481–99
105. 1 2  P. Bilimoria (2013), Toward an Indian Theodicy, in The Blackwell Companion to the Problem of Evil (Editors: McBrayer and Howard-Snyder), 1st Edition, John Wiley & Sons, شابک ‎۹۷۸−۰۴۷۰۶۷۱۸۴۹, Chapter 19
106. ↑  B. Reichenbach (1998), Karma and the Problem of Evil, in Philosophy of Religion Toward a Global Perspective (Editor: G.E. Kessler), Wadsworth, شابک ‎۹۷۸−۰۵۳۴۵۰۵۴۹۳, pp. 248–55
107. ↑  Yuvraj Krishan (1997). The Doctrine of Karma: Its Origin and Development in Brāhmaṇical, Buddhist, and Jaina Traditions. Bharatiya Vidya Bhavan. pp. 17–20. ISBN 978-81-208-1233-8.
108. ↑  Ursula Sharma (1973), Theodicy and the doctrine of karma, ‘‘Man’’, Vol. 8, No. 3, pp. 347–64
109. ↑  The Nyaya-Vaisesika school of Hinduism is one of the exceptions where the premise is similar to the Christian concept of an omnibenevolent, omnipotent creator
110. ↑  G. Obeyesekere (I968), Theodicy, sin and salvation in a sociology of Buddhism, in Practical religion (Ed. Edmund Leach), Cambridge University Press, شابک ‎۹۷۸−۰۵۲۱۰۵۵۲۵۳
111. ↑  Deism, Encyclopædia Britannica
112. ↑  Lane, William C. (January 2010). "Leibniz's Best World Claim Restructured". American Philosophical Journal. 47 (1): 57–84. Archived from the original on 8 May 2013. Retrieved 9 March 2014.
113. ↑  Tambasco, Anthony J., ed. (2001). The Bible on Suffering: Social and Political Implications. New York: Paulist Press. ISBN 978-0-8091-4048-0.
114. ↑  Holman Bible Staff (2011). Holman Concise Bible Dictionary. B&H Publishing Group. s.v. evil, sin, suffering.
115. ↑  Okello, Joseph B. Onyango (2017). Evil and Pain: A Critique of the Materialistic Account of Evil. Eugene, Oregon: Wipf and Stock. ISBN 978-1-5326-0134-7.
116. ↑  Swinburne, Richard. (1998). Providence and the Problem of Evil. Oxford: Oxford University Press, p. 16.
117. ↑  Swinburne, Richard. (1998). Providence and the Problem of Evil. Oxford: Oxford University Press, pp. 28–29.
118. 1 2 3  Gregg, Brian Han (2016). What Does the Bible Say About Suffering?. Downer's Grove, Illinois: IVP Academic. ISBN 978-0-8308-5145-4.
119. ↑  Leaman, Oliver (1995). Evil and Suffering in Jewish Philosophy. New York: Cambridge University Press. ISBN 978-0-521-41724-2.
120. ↑  Friesenhahn, Jacob H. (2016). The Trinity and Theodicy: The Trinitarian Theology of von Balthasar and the Problem of Evil. New York: Routledge. ISBN 978-1-4094-0801-7.
121. 1 2  Ko, Grace (2014). Theodicy in Habakkuk. United Kingdom: Paternoster.
122. ↑  Linafelt, Tod, ed. (2000). "Isaiah and Theodicy after the Shoah". Strange Fire: Reading the Bible After the Holocaust. New York University Press. ISBN 978-0-8147-5165-7.
123. ↑  Blenkinsopp, Joseph (1990). Ezekiel. Louisville: John Knox Press. ISBN 978-0-8042-3118-3.
124. 1 2  Schart, Aaron (2003).  Redditt, Paul L. (ed.). Thematic Threads in the Book of the Twelve. New York: De Gruyter. ISBN 978-3-11-017594-3.
125. ↑  Haldane, J.J. (2003). Atheism and Theism (Second ed.). Blackwell Publishing. pp. 102–05. ISBN 978-0-631-23259-9.
126. ↑  Heidegger, Martin (2003) [1962]. Being and Time. Blackwell. pp. 426–27 (H 374) 458–72 (H 406–21). ISBN 978-0-631-19770-6.
127. ↑  Summa Contra Gentiles III c. 7
128. ↑  "SUMMA THEOLOGIAE: The cause of evil (Prima Pars, Q. 49)". www.newadvent.org.
129. ↑  "SUMMA THEOLOGIAE: The cause of evil (Prima Pars, Q. 49)". www.newadvent.org.
130. ↑  Luther, Martin (1525). On the Bondage of the Will.
131. ↑  The Problem of Evil in the Western Tradition: From the Book of Job to Modern Genetics, Joseph F. Kelly, p. 94–96
132. ↑  "Quelle puissance ?". andregounelle.fr.
133. ↑  Stereoweb (1 July 2018). "Puissant - Tout-Puissant - Oratoire du Louvre". Oratoire du Louvre.
134. ↑  Robert Peel, 1987, Spiritual Healing in a Scientific Age, San Francisco, Harper and Row, 1987
135. ↑  Ben Dupre, "The Problem of Evil," 50 Philosophy Ideas You Really Need to Know, London, Quercus, 2007, p. 166: "Denying that there is ultimately any such thing as evil, as advocated by Christian Scientists, solves the problem at a stroke, but such a remedy is too hard for most to swallow."
136. ↑  "Why All Suffering Is Soon to End", The Watchtower, 15 May 2007, p. 21, "For some, the obstacle [to believing in God] involves what is often called the problem of evil. They feel that if God exists and is almighty and loving, the evil and suffering in the world cannot be explained. No God who tolerates evil could exist, they reason... Satan has surely proved adept at blinding human minds. ...God is not responsible for the wickedness so prevalent in the world." [emphasis added]
137. ↑  Penton, M.J. (1997). Apocalypse Delayed. University of Toronto Press. pp. 189–90. ISBN 978-0-8020-7973-2.
138. ↑  Book of Mormon, 2 Nephi الگو:Lds
139. ↑  "Gospel Principles Chapter 4: Freedom to Choose". Retrieved 27 December 2015.
140. ↑  "Chapter 10: The Purpose of Earth Life". Doctrines of the Gospel, Student Manual. Institutes of Religion, Church Educational System. 2000.
141. ↑  Bickmore, Barry R. (2001), Does God Have A Body in Human Form? (PDF), FairMormon
142. ↑  Webb, Stephen H. (2011). "Godbodied: The Matter of the Latter-day Saints". BYU Studies. 50 (3). Archived from the original on 15 November 2014. Retrieved 15 November 2014.Also found in: Webb, Stephen H. (2011). "Godbodied: The Matter of the Latter-day Saints". Jesus Christ, Eternal God: Heavenly Flesh and the Metaphysics of Matter. Oxford University Press. doi:10.1093/acprof:oso/9780199827954.001.0001. ISBN 978-0-19-982795-4. OCLC 696603512.
143. ↑  Doctrine and Covenants الگو:Lds
144. ↑  Roberts, B. H. (1911). "Lesson 12". The Seventy's Course in Theology — Fourth Year: The Atonement. Salt Lake City: Deseret News. p. 70.
145. ↑  Pearl of Great Price, Abraham الگو:Lds
146. ↑  Maxwell, Neil A. (March 1998), "The Richness of the Restoration", Ensign
147. ↑  "Gospel Principles Chapter 47: Exaltation". Https:. Retrieved 27 December 2015.{{cite web}}:  نگهداری CS1: نقطه‌گذاری اضافه (link)
148. ↑  Hales, Robert D. (April 2006), "To Act for Ourselves: The Gift and Blessings of Agency", Ensign
149. 1 2 3  Mr Ibrahim M Abu-Rabi (2013). Theodicy and Justice in Modern Islamic Thought: The Case of Said Nursi. Ashgate. pp. 11–13. ISBN 978-1-4094-8095-2.
150. 1 2 3  Ayman Shihadeh (2006).  Josef W. Meri and Jere L. Bacharach (ed.). Medieval Islamic Civilization: L–Z, index. Routledge. p. 772. ISBN 978-0-415-96692-4.
151. ↑  Anna-Teresa Tymieniecka; Nazif Muhtaroglu (2009). Classic Issues in Islamic Philosophy and Theology Today. Springer. pp. 117, 128–32. ISBN 978-90-481-3573-8.
152. 1 2  Shams C. Inati (2000). The Problem of Evil: Ibn Sînâ's Theodicy. Global Academic. pp. 67–71, 171–72. ISBN 978-1-58684-006-8.
153. ↑  نیکویی, حجت‌الله (1396). نگاهی نقادانه به مبانی نظری نبوت. قم: موسسه فرهنگی و اطلاع‌رسانی تبیان. صص ۳۱۳–۳۱۷.
154. ↑  جعفر سبحانی و محمد محمدرضایی، اندیشه اسلامی ۱، صفحهٔ ۱۲۱
155. ↑  مرتضی مطهری، توحید، صفحهٔ ۲۵۱
156. 1 2  مرتضی مطهری، توحید، صفحهٔ ۲۵۳
157. ↑  مرتضی مطهری، توحید، صفحهٔ ۲۵۲
158. ↑  الوین پلانتینگا، فلسفه دین، خدا، اختیار و شر
159. ↑  Henning Graf Reventlow; Yair Hoffman (2004). The Problem of Evil and its Symbols in Jewish and Christian Tradition. Bloomsbury Academic. p. 17. ISBN 978-0-8264-0085-7.
160. ↑  Henning Graf Reventlow; Yair Hoffman (2004). The Problem of Evil and its Symbols in Jewish and Christian Tradition. Bloomsbury Academic. p. 26. ISBN 978-0-8264-0085-7.
161. ↑  Nicholas Robert Michael De Lange; Miri Freud-Kandel (2005). Modern Judaism: An Oxford Guide. Oxford University Press. p. 315. ISBN 978-0-19-926287-8.
162. 1 2 3 4 5  Nicholas Robert Michael De Lange; Miri Freud-Kandel (2005). Modern Judaism: An Oxford Guide. Oxford University Press. pp. 314–15. ISBN 978-0-19-926287-8.
163. ↑  Joseph Francis Kelly (2002). The Problem of Evil in the Western Tradition: From the Book of Job to Modern Genetics. Liturgical Press. pp. 219–20. ISBN 978-0-8146-5104-9.
164. 1 2  Nicholas Robert Michael De Lange; Miri Freud-Kandel (2005). Modern Judaism: An Oxford Guide. Oxford University Press. pp. 315–16. ISBN 978-0-19-926287-8.
165. 1 2  Daniel Rynhold (2005).  Nicholas Robert Michael De Lange and Miri Freud-Kandel (ed.). Modern Judaism: An Oxford Guide. Oxford University Press. pp. 315–17. ISBN 978-0-19-926287-8.
166. ↑  Nicholas Robert Michael De Lange; Miri Freud-Kandel (2005). Modern Judaism: An Oxford Guide. Oxford University Press. pp. 314–18. ISBN 978-0-19-926287-8.
167. ↑  Daniel Rynhold (2005).  Nicholas Robert Michael De Lange and Miri Freud-Kandel (ed.). Modern Judaism: An Oxford Guide. Oxford University Press. p. 317. ISBN 978-0-19-926287-8.
168. 1 2  Roland Enmarch (2008), Theodicy, UCLA Encyclopedia of Egyptology, Editors: Dieleman and Wendrich
169. ↑  Homer (1990). The Iliad. NewYork: Penguin Books.
170. ↑  Kirby, John. "Gods and Goddesses". Gale Virtual Reference Library. Retrieved 12 December 2014.
171. ↑  Homer (1990). The Iliad. NewYork: Penguin Books.
172. 1 2 3  Bolle, Kees. "Fate". Gale Virtual Reference Library. Macmillan Reference USA. Retrieved 12 December 2014.
173. 1 2  P. Koslowski (2001). The Origin and the Overcoming of Evil and Suffering in the World Religions. Springer. pp. 10–15. ISBN 978-1-4020-0187-1.
174. ↑  Masao Abe (2007).  Paul O. Ingram and Frederick J. Streng (ed.). Buddhist-Christian Dialogue: Mutual Renewal and Transformation. Wipf and Stock. pp. 145–47. ISBN 978-1-55635-381-9.
175. ↑  E. B. Cowell (ed.) (1895, 2000), The Jataka or Stories of the Buddha's Former Births (6 vols.), p. 110. Retrieved 22 December 2008 from "Google Books" at
176. ↑  Paul Williams; Anthony Tribe; Alexander Wynne (2012). "Chapter 2". Buddhist Thought: A Complete Introduction to the Indian Tradition. Routledge. pp. 30–52. ISBN 978-1-136-52087-7.
177. ↑  Paul Williams (2008). Mahayana Buddhism: The Doctrinal Foundations. Routledge. pp. 103–09. ISBN 978-1-134-25056-1.
178. ↑  S. K. Hookham (1991). The Buddha Within: Tathagatagarbha Doctrine According to the Shentong Interpretation of the Ratnagotravibhaga. State University of New York Press. pp. 100–04. ISBN 978-0-7914-0357-0.
179. ↑  Paul Williams (2008). Mahayana Buddhism: The Doctrinal Foundations. Routledge. pp. 104–05, 108. ISBN 978-1-134-25056-1.
180. ↑  Merv Fowler (1999). Buddhism: Beliefs and Practices. Sussex Academic Press. pp. 101–02. ISBN 978-1-898723-66-0. Some texts of the tathagatagarbha literature, such as the Mahaparinirvana Sutra actually refer to an atman, though other texts are careful to avoid the term. This would be in direct opposition to the general teachings of Buddhism on anatta. Indeed, the distinctions between the general Indian concept of atman and the popular Buddhist concept of Buddha-nature are often blurred to the point that writers consider them to be synonymous.[پیوند مرده]
181. ↑  John Bowker (1975). Problems of Suffering in Religions of the World. Cambridge University Press. pp. 194, 206–20. ISBN 978-0-521-09903-5.
182. ↑  Othmar Gächter (1998). "Evil and Suffering in Hinduism". Anthropos. Bd. 93, H. 4. /6. (4/6): 393–403. JSTOR 40464839.
183. ↑  Kaufman, Whitley R. P. (2005). "Karma, Rebirth, and the Problem of Evil". Philosophy East and West. 55 (1): 15–32. doi:10.1353/pew.2004.0044.
184. ↑  Francis Clooney (2005), in The Blackwell Companion to Hinduism (Ed: Gavin Flood), Wiley-Blackwell, شابک ‎۰۶۳۱۲۱۵۳۵۲, pp. 454–55;

John Bowker (1975). Problems of Suffering in Religions of the World. Cambridge University Press. pp. 194, 206–20. ISBN 978-0-521-09903-5.;Chad V. Meister (2010). The Oxford Handbook of Religious Diversity. Oxford University Press. pp. 163–64. ISBN 978-0-19-534013-6.
185. ↑  Francis X. Clooney (1989), Evil, Divine Omnipotence, and Human Freedom: Vedānta's Theology of Karma, The Journal of Religion, Vol. 69, No. 4, pp. 530–48
186. ↑  James Lochtefeld, Brahman, The Illustrated Encyclopedia of Hinduism, Vol. 1: A–M, Rosen Publishing, شابک ‎۹۷۸−۰۸۲۳۹۳۱۷۹۸, p. 124
187. 1 2 3 4  S Radhakrishnan (1960), Brahmasutras: the philosophy of spiritual life, George Allen, pp. 363–65
188. 1 2 3  Arvind Sharma (2008). The Philosophy of Religion and Advaita Vedanta: A Comparative Study in Religion and Reason. Pennsylvania State University Press. pp. 30–32. ISBN 978-0-271-03946-6.
189. ↑  Arvind Sharma (2008). The Philosophy of Religion and Advaita Vedanta: A Comparative Study in Religion and Reason. Pennsylvania State University Press. pp. 23–24. ISBN 978-0-271-03946-6.
190. ↑  Arvind Sharma (2008). The Philosophy of Religion and Advaita Vedanta: A Comparative Study in Religion and Reason. Pennsylvania State University Press. pp. 25–27. ISBN 978-0-271-03946-6.
191. ↑  Arvind Sharma (2008). The Philosophy of Religion and Advaita Vedanta: A Comparative Study in Religion and Reason. Pennsylvania State University Press. pp. 26–32. ISBN 978-0-271-03946-6.
192. ↑  Swami Gambhirananda (1965). Brahma Sutra Bhasya Of Shankaracharya. Vedanta Press & Bookshop. ISBN 978-8175051058.
193. ↑  Sabapathy Kulandran and Hendrik Kraemer (2004), Grace in Christianity and Hinduism, James Clarke, شابک ‎۹۷۸−۰۲۲۷۱۷۲۳۶۰, pp. 177–79
194. ↑  Jones & Ryan 2006, p. 266.
195. ↑  Sarma 2000, pp. 19–21.
196. ↑  Sharma 1962, p. 361.
197. 1 2 3  David Buchta (2014).  Matthew R. Dasti and Edwin F. Bryant (ed.). Free Will, Agency, and Selfhood in Indian Philosophy. Oxford University Press. pp. 270–76. ISBN 978-0-19-992275-8.
198. ↑  Sharma 1962, pp. 270, 370–71.
199. ↑  Sharma 1962, pp. 270, 370–71, Quote: The problem of evil and suffering in the world is the most difficult one in Theism. We have explained Madhva's attitude to the allied problem of freedom and freewill, on the basis of the doctrine of natural selection of good or bad and of the tripartite classification of souls. It is not therefore necessary for Madhva to answer the question of the consistency of evil with Divine goodness..
200. 1 2  Justin P. McBrayer; Daniel Howard-Snyder (2014). The Blackwell Companion to The Problem of Evil. Wiley. p. 26. ISBN 978-1-118-60797-8.
201. ↑  Hospers, John. An Introduction to Philosophical Analysis. 3rd Ed. Routledge, 1990, p. 310.
202. ↑  David Hume. Dialogues Concerning Natural Religion. Project Gutenberg (e-text).
203. ↑  Hume, David. "Dialogues Concerning Natural Religion". Project Gutenberg. Retrieved 12 January 2012.
204. ↑  Malthus T.R. 1798. An essay on the principle of population. Oxford World's Classics reprint. p158
205. ↑  Thomas Malthus (1798), An essay on the principle of population بایگانی‌شده  در ۲۱ آوریل ۲۰۱۶ توسط Wayback Machine, Oxford Classics, p. 123
206. ↑  Making the Task of Theodicy Impossible? بایگانی‌شده  در ۱۶ سپتامبر ۲۰۱۲ توسط Wayback Machine, William Dembski (2003), Baylor University, p. 11
207. ↑  Making the Task of Theodicy Impossible? بایگانی‌شده  در ۱۶ سپتامبر ۲۰۱۲ توسط Wayback Machine, William Dembski (2003), Baylor University, p. 11
208. ↑  See Kant's essay, "Concerning the Possibility of a Theodicy and the Failure of All Previous Philosophical Attempts in the Field" (1791). Stephen Palmquist explains why Kant refuses to solve the problem of evil in "Faith in the Face of Evil", Appendix VI of Kant's Critical Religion (Aldershot: Ashgate, 2000).
209. ↑  Making the Task of Theodicy Impossible? بایگانی‌شده  در ۱۶ سپتامبر ۲۰۱۲ توسط Wayback Machine, William Dembski (2003), Baylor University, p. 12
210. ↑  Cahn, Stephen M. (1977). "Cacodaemony". Analysis, Vol. 37, No. 2, pp. 69–73.
211. ↑  Law, Stephen (2010). "The Evil-God Challenge". Religious Studies 46 (3): 353–73
212. ↑  Cacodaemony and Devilish Isomorphism, King-Farlow, J. (1978), Analysis, Vol. 38, No. 1, pp. 59–61.
213. ↑  Dittman, Volker and Tremblay, François "The Immorality of Theodicies". StrongAtheism.net. 2004.
214. ↑  Stretton, Dean (1999). "The Moral Argument from Evil". The Secular Web. Retrieved 10 April 2014.
215. ↑  Rachels, James (1997). "God and Moral Autonomy". Retrieved 10 April 2014.
216. ↑  Bradley, Raymond (1999). "A Moral Argument for Atheism". The Secular Web. Retrieved 10 April 2014.
217. ↑  مرتضی مطهری، توحید، صفحهٔ ۲۵۴
218. ↑  خسروی سرشکی، «تبیین دیدگاه کِنِث سورین در نقد گفتمانی تئودیسه‌ها»، ۱۳۹۶ش، ص۱۲و۱۳.

## انگلیسی
- A Rational and Biblical Approach to the Problem of Hell (A Calvinist Theodicy)
- Why Does God Permit Suffering? (A Jehovah's Witness Perspective)
- Problem of Evil Blog بایگانی‌شده  در ۲۲ نوامبر ۲۰۲۰ توسط Wayback Machine
- Gregory S. Neal: "The Nature of Evil and the Irenaean Theodicy" Grace Incarnate (1988)
- Putting God on Trial — The Biblical Book of Job A Hegelian theodicy.
- A Collection and Critique of Responses
- A debate between theist William Lane Craig and atheist Kai Neilsen regarding the problem of evil.
- A selection of articles on good and evil in Judaism from Chabad.org
- Apocatastasis article at Orthodoxwiki
- The Problem of Evils & Predestination, (Islam), Frithjof Schuon, retrieved 11 June 2007
- Bediuzzaman Said Nursî's Scriptural Approach to the Problem of Evil, (Islam), Yamine Mermer, retrieved 11 June 2007
- the Problem of Evil, A Graduate Level Research Paper
- Tattersall, Nicholas (1998). "The Evidential Argument from Evil". Secular Web Library. Internet Infidels. Retrieved 2007-04-12.
- Evidential Arguments from Evil
- Project Gutenburg: Leibniz, Theodicy (English translation)
- Theodicy: the problem of Evil
- Faith in the Face of Evil, Appendix VI of Kant's Critical Religion, by Stephen Palmquist.
- "Belief in God linked to suffering" Article from the Institute for the Biocultural Study of Religion

### دائرةالمعارف‌ها
- Evil - The Catholic Encyclopedia
- Theodicy - The Catholic Encyclopedia

## مطالعه بیش‌تر

### فارسی
- مرتضی مطهری، «توحید و مسئله شرور»، توحید، ص. ص ۲۷۹ به بعد

### انگلیسی
- Beebe, James R. (2006). "The Logical Problem of Evil".  In Fieser, James; Bradley, Dowden (eds.). The Internet Encyclopedia of Philosophy..
- Boyd, Gregory A. (2003). Is God to Blame?. InterVarsity Press. ISBN 0-8308-2394-8.
- Thomas Nixon Carver 1908. "The Economic Basis of the Problem of Evil," Harvard Theological Review, 1(1), pp. 97-۱۱۱.
- Wilson, William McF.; Hartt, Julian N. (2004). "Farrer's Theodicy".  In Hein, David; Henderson, Edward (eds.). Captured by the Crucified: The Practical Theology of Austin Farrer. New York: T & T Clark International. pp. ۱۰۰–۱۱۸. ISBN 0-567-02510-1..
- Haught, James A. (1996). 2,000 Years of Disbelief: Famous People with the Courage to Doubt. Amherst, N.Y.: Prometheus Books. ISBN 1-57392-067-3..
- Hick, John (1966). Evil and the God of Love. London: Macmillan. ISBN 978-0-06-063902-0..
- Mackie, J. L. (1982). The Miracle of Theism. Oxford: Oxford University Press. ISBN 978-0-06-063902-0..
- Murray, Michael (1998). "Leibniz on the Problem of Evil".  In Zalta, Edward N. (ed.). The Stanford Encyclopedia of Philosophy..
- Palmquist, Stephen (2000). "Faith in the Face of Evil (Appendix VI)". Kant's Critical Religion. Aldershot, England: Ashgate. ISBN 0-7546-1333-X..
- Plantinga, Alvin (1977). God, Freedom, and Evil. Grand Rapids, MI: Eerdmans. ISBN 978-0-8028-1731-0..
- Plantinga, Alvin (1974). The Nature of Necessity. Oxford: Clarendon Press. ISBN 978-0-19-824414-1..
- Swinburne, Richard (1997). The Coherence of Theism. Oxford: Clarendon Press. ISBN 978-0-19-824070-9..
- Tooley, Michael (2002). "The Problem of Evil".  In Zalta, Edward N. (ed.). The Stanford Encyclopedia of Philosophy..
- Trakakis, Nick (2006). "Evidential Problem of Evil".  In Fieser, James; Bradley, Dowden (eds.). The Internet Encyclopedia of Philosophy..
- Dostoevsky, Fyodor. The Brothers Karamazov, 1881. Chapters "Rebellion" and "The Grand Inquisitor"
- Hick, John. Evil and the God of Love, 1966. (Palgrave Macmillan, Rev. ed. , 2007)
- Ormsby, Eric. Theodicy in Islamic Thought (Princeton University Press, 1984)
- Stewart, Matthew. The Courtier and the Heretic: Leibniz, Spinoza and the Fate of God in the Modern World (W.W. Norton, 2005)
- Kenneth Surin (1986), Theology and the Problem of Evil, Basil Blackwell, First published.

1. ↑  Omniscient means "all-knowing", omnipotent means "all-powerful, almighty", and omnibenevolent refers to the quality of "all-good, all-loving".[۲۰][۲۱]
2. ↑  Nicola Creegan has presented the logical and evidential versions of the problem of evil when applied to animal suffering.[۳۳]